# Cimeira de Madrid de 2022
A Cimeira de Madrid de 2022 (português europeu) ou Cúpula de Madri de 2022 (português brasileiro), também referida como 35ª Cimeira da NATO (português europeu) ou 35ª Reunião de Cúpula da OTAN (português brasileiro), foi uma reunião dos chefes de governo dos Estados-membros da Organização do Tratado do Atlântico Norte realizada em Madrid, Espanha de 28 a 30 de junho de 2022. Segundo encontro multilateral presencial do grupo após a pandemia de COVID-19, a cimeira teve como temais centrais a corrente Invasão russa da Ucrânia, as possíveis adesões de Suécia e Finlândia à aliança de defesa e o aprimoramento das relações comerciais e diplomáticas de cada um dos países com a China.

## Antecedentes
Em 8 de outubro de 2021, após uma reunião com o Secretário-gera da OTAN Jens Stoltenberg, o Presidente do Governo espanhol Pedro Sánchez anunciou a realização de uma cimeira ordinária da organização em Madrid em 2022, ano que marca também o 40.º aniversário da entrada da Espanha na organização. Em 29 de março de 2022, poucos meses antes da realização do evento, a OTAN divulgou oficialmente o logotipo da cúpula que combina o logotipo oficial da organização às cores e símbolos presentes no brasão de armas espanhol. A reunião foi agendada para alguns meses após a invasão russa da Ucrânia em fevereiro de 2022, sendo esta a segunda vez em que a Espanha sedia este evento; a anterior foi em 1997.

## Contexto

### Guerra Russo-Ucraniana
A Invasão russa da Ucrânia é um cenário de guerra em larga escala ainda em andamento que teve início em 24 de fevereiro de 2022 e faz parte do contexto da Guerra Russo-Ucraniana que começou em 2014. É o maior ataque militar em solo europeu desde a Guerra Civil Iugoslava, gerando milhares de mortes bem como a maior crise de refugiados no continente desde a Segunda Guerra Mundial, com mais de seis milhões de ucranianos tendo de deixar seu país e oito milhões de refugiados internos.
A invasão foi precedida por uma gradual ocupação militar russa das fronteiras da Ucrânia desde meados de 2021. Durante esse período de tensão diplomática, o Presidente da Rússia Vladimir Putin criticou a recente Expansão da OTAN e autoridades russas negaram repetidamente, de meados de novembro de 2021 até 20 de fevereiro de 2022, que a Rússia tinha planos de invadir o país vizinho. No entanto, no dia seguinte, a Rússia reconheceu a República Popular de Donetsk e a República Popular de Lugansk - dois Estados autoproclamados na região de Donbass, no leste da Ucrânia - e enviou suas tropas para esses territórios. No dia seguinte, o Conselho da Federação Russa autorizou por unanimidade o uso de força militar além das fronteiras russas.
Em 24 de fevereiro, Putin anunciou uma "operação militar especial" nos territórios de Donetsk e Lugansk; mísseis começaram a atingir vários locais na Ucrânia, incluindo a capital Kiev e postos fronteiriços com a Bielorrússia. Entre 18 e 19 de abril - antes da retirada russa da ofensiva central na Ucrânia -, ambas as partes confirmaram que a "segunda fase" do conflito havia se iniciado, como uma "batalha por Donbass".

## Cimeira
Após os dois dias de preparação para a cimeira em meados de junho de 2022, Jens Stoltenberg relatou que as principais áreas a serem abordadas na reunião seriam "dissuasão e defesa fortalecidas; apoio à Ucrânia e outros aliados em risco; um novo Conceito Estratégico da OTAN, melhor compartilhamento de responsabilidades e recursos, e processos históricos de adesão da Finlândia e da Suécia".

### Local e segurança

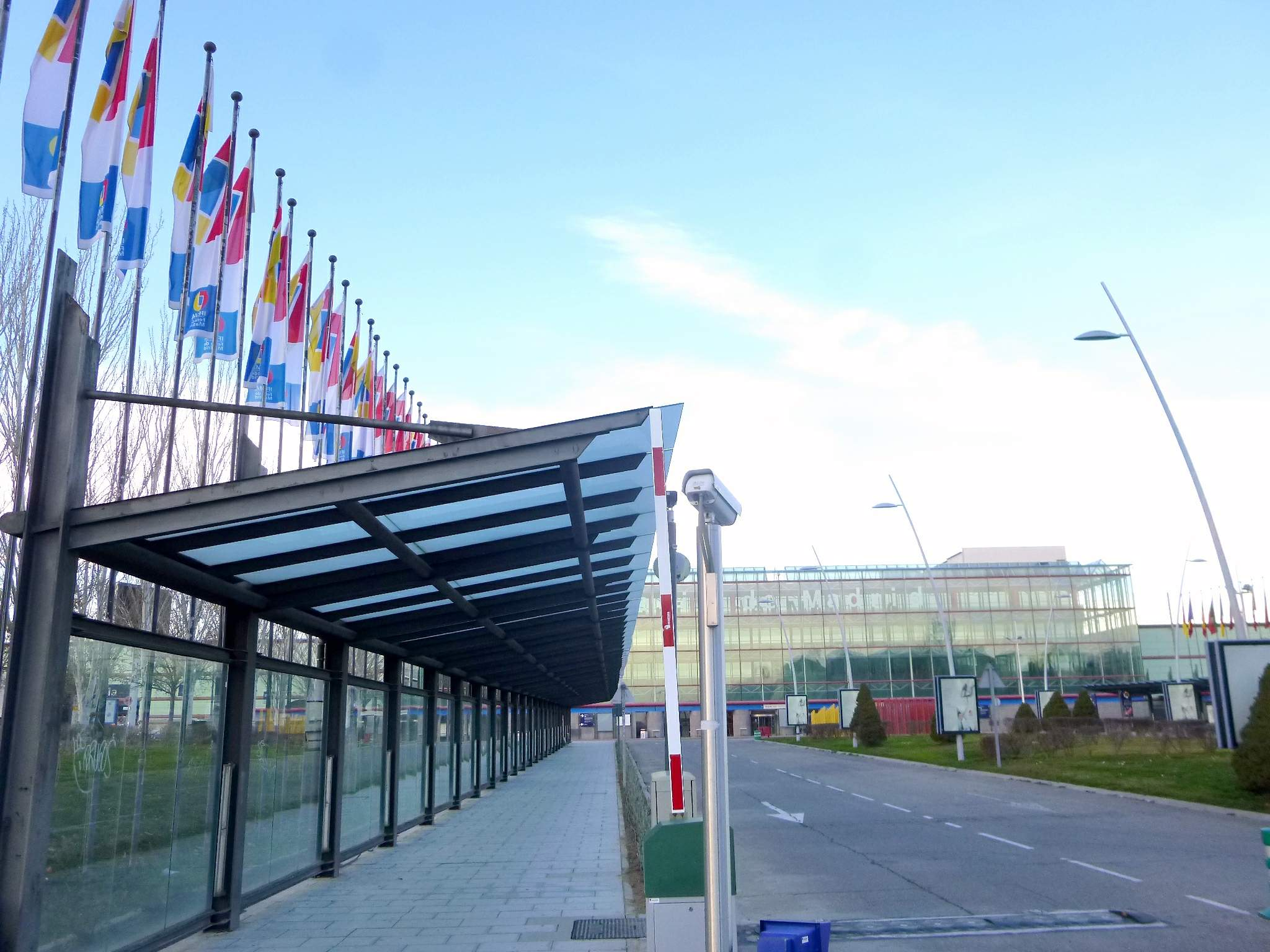
A sede da Instituição de Feiras de Madrid abrigou a Cimeira da OTAN.

A cúpula foi realizada nos pavilhões 9 e 10 da Instituição de Feiras de Madrid (IFEMA). O plano de segurança incluía ainda o deslocamento de 25.000 policiais para a cidade. A Parada do Orgulho LGBT de Madri (conhecida localmente como Fiestas del Orgullo) foi adiada uma semana devido à cúpula. Os Ministérios do Interior e das Relações Exteriores espanhóis alocaram cerca de 37 milhões de euros sem licitação pública para o reforço da segurança da cimeira, incluindo a aquisição de 6.000 carregadores de taser.

### Conceito Estratégico 2022
O conceito estratégico da OTAN, um plano de metas de 10 anos que elenca os desafios de segurança da aliança no cenário global em evolução e delineia as tarefas políticas e militares da organização, foi adotado na cúpula, substituindo assim o conceito estratégico adotado anteriormente na Cimeira de Lisboa de 2010. O documento de 2010 faz menção à "paz na zona euro-atlântica" e "a escassa ameaça de um ataque convencional ao território da OTAN", o que demonstra o descompasso do conceito mediante às relações geopolíticas da década seguinte. O Presidente da Lituânia Gitanas Nausėda defendeu que o novo conceito estratégico da organização considerasse a Rússia uma "ameaça a longo prazo para toda a área euro-atlântica". Os Estados Unidos, por sua vez, defenderam uma postura mais "contundente" com relação à China.
De acordo com o conceito estratégico aprovado antes da cimeira, a Rússia deixou de ser um "parceiro estratégico" passando ser definida como "ameaça mais significativa e direta à segurança dos Aliados e à paz e estabilidade na área euro-atlântica". Da mesma forma, a China foi descrita no documento como um "desafio aos interesses, segurança e valores" dos Aliados.

### Negociações com a União Europeia
Em 29 de junho, os líderes dos Estados-membros da União Europeia e da OTAN participaram de um jantar oficial oferecido pelo Presidente do Governo da Espanha Pedro Sánchez, em Madri. Durante o evento, o Taoiseach irlandês Micheál Martin reuniu-se bilateralmente com o Primeiro-ministro norueguês Jonas Gahr Støre, a Primeira-ministra islandesa Katrín Jakobsdóttir e o Chanceler da Áustria Karl Nehammer, o último dos quais também reuniu-se com o Presidente da Turquia Recep Tayyip Erdoğan.

### Adesão de Finlândia e Suécia

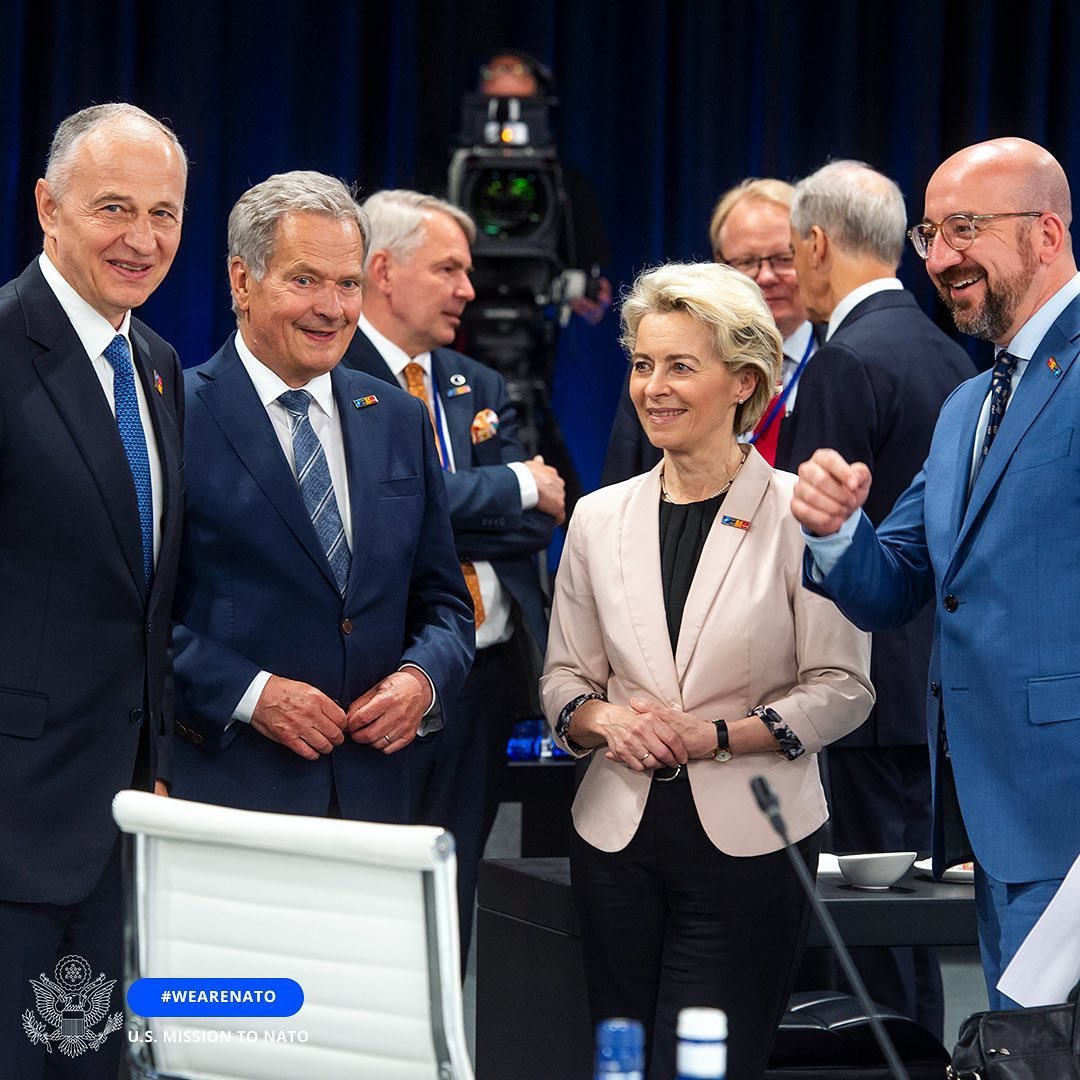
O Presidente da Finlândia Sauli Niinistö junto a Ursula von der Leyen e Charles Michel, da União Europeia, durante a Cimeira de Madrid de 2022.

Diante à invasão russa da Ucrânia em fevereiro de 2022 e uma subsequente tendência da opinião pública na Finlândia e na Suécia contrária ao governo russo, ambos os governos passaram a negociar uma possível adesão à OTAN. Em 12 de maio, Sauli Niinistö e Sanna Marin (Presidente e Primeiro-ministro da Finlândia, respectivamente) emitiram uma declaração conjunta de que o país "deve se candidatar à adesão à OTAN sem demora". Em 16 de maio, a Primeira-ministra sueca Magdalena Andersson anunciou a candidatura de seu país à adesão. Ambos os países apresentaram oficialmente seus pedidos de adesão à OTAN em 18 de maio, mas com a perspectiva iminente de um boicote da Turquia às negociações devido às supostas relações finlandesas com as Unidades de Proteção Popular, que o governo turco considera uma dissidência do Partido dos Trabalhadores do Curdistão.
Em 28 de junho, o primeiro dia da Cimeira da OTAN, a delegação turca retirou sua oposição aos pedidos de adesão da Finlândia e da Suécia e assinou um memorando triparte abordando as preocupações do governo turco em relação ao fornecimento de armas ao conflito curdo-turco. Como parte do acordo, a Finlândia e a Suécia apoiariam a participação da Turquia no projeto de Mobilidade Militar da Cooperação Estruturada Permanente (PESCO). A Finlândia e a Suécia também reconheceram o Partido dos Trabalhadores do Curdistão (PKK) como "uma organização terrorista". Em 29 de junho, a OTAN formalizou o convite os dois países para se juntarem à organização. Em 30 de junho, o Presidente turco Recep Tayyip Erdoğan afirmou que a Suécia havia feito uma "promessa" de extraditar "73 terroristas" para a Turquia. O primeiro-ministro sueco recusou-se a negar a alegação da Turquia de que a Suécia havia prometido deportar refugiados políticos e opositores procurados pelo governo de Erdoğan.

## Participantes

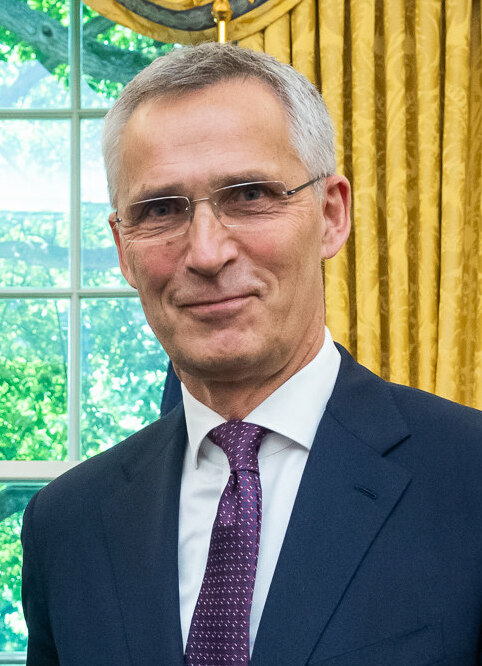
OTAN Jens Stoltenberg, Secretário-geral
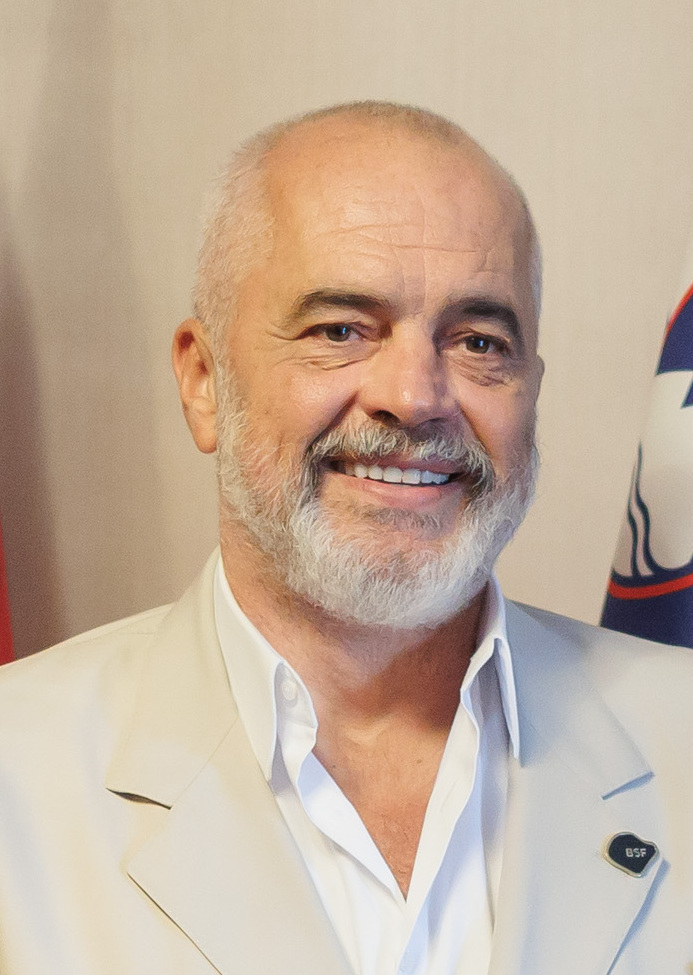
Albânia Edi Rama, Primeiro-ministro
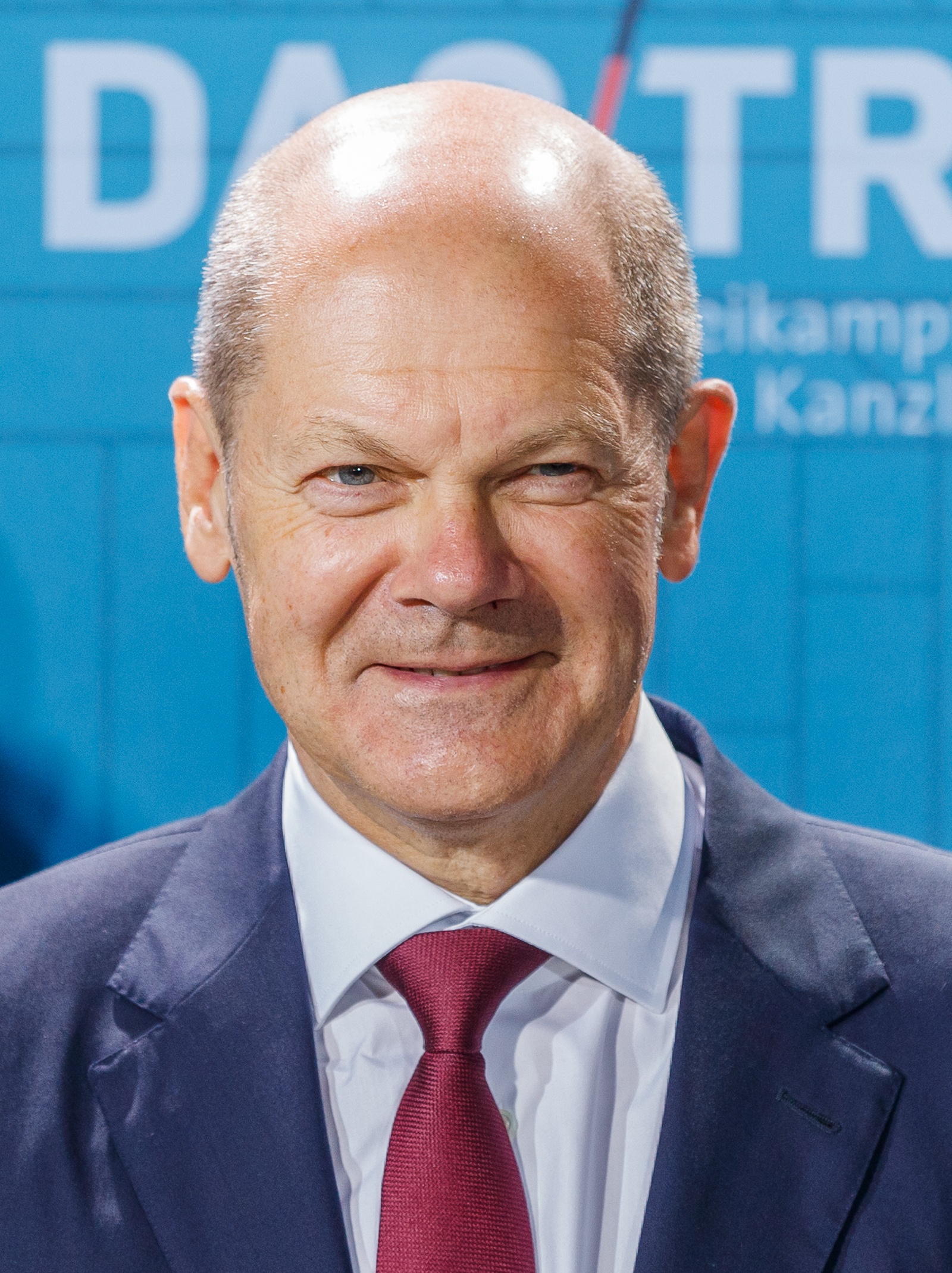
Alemanha Olaf Scholz, chanceler
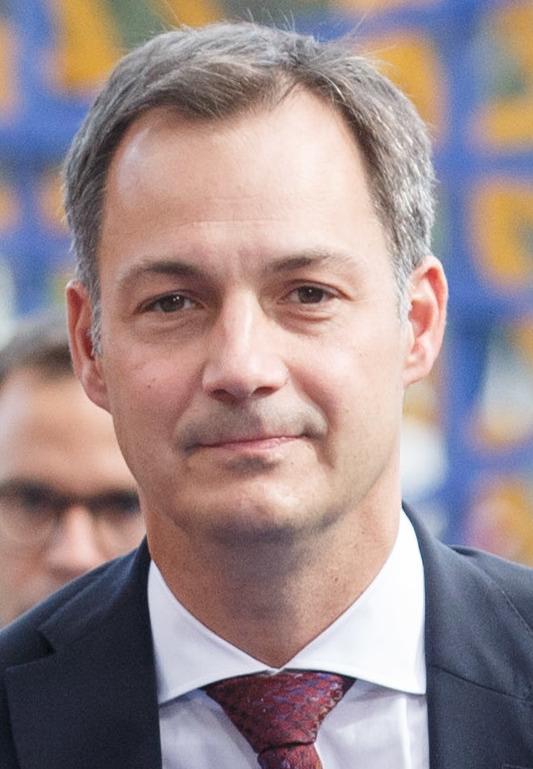
Bélgica Alexander De Croo, Primeiro-ministro
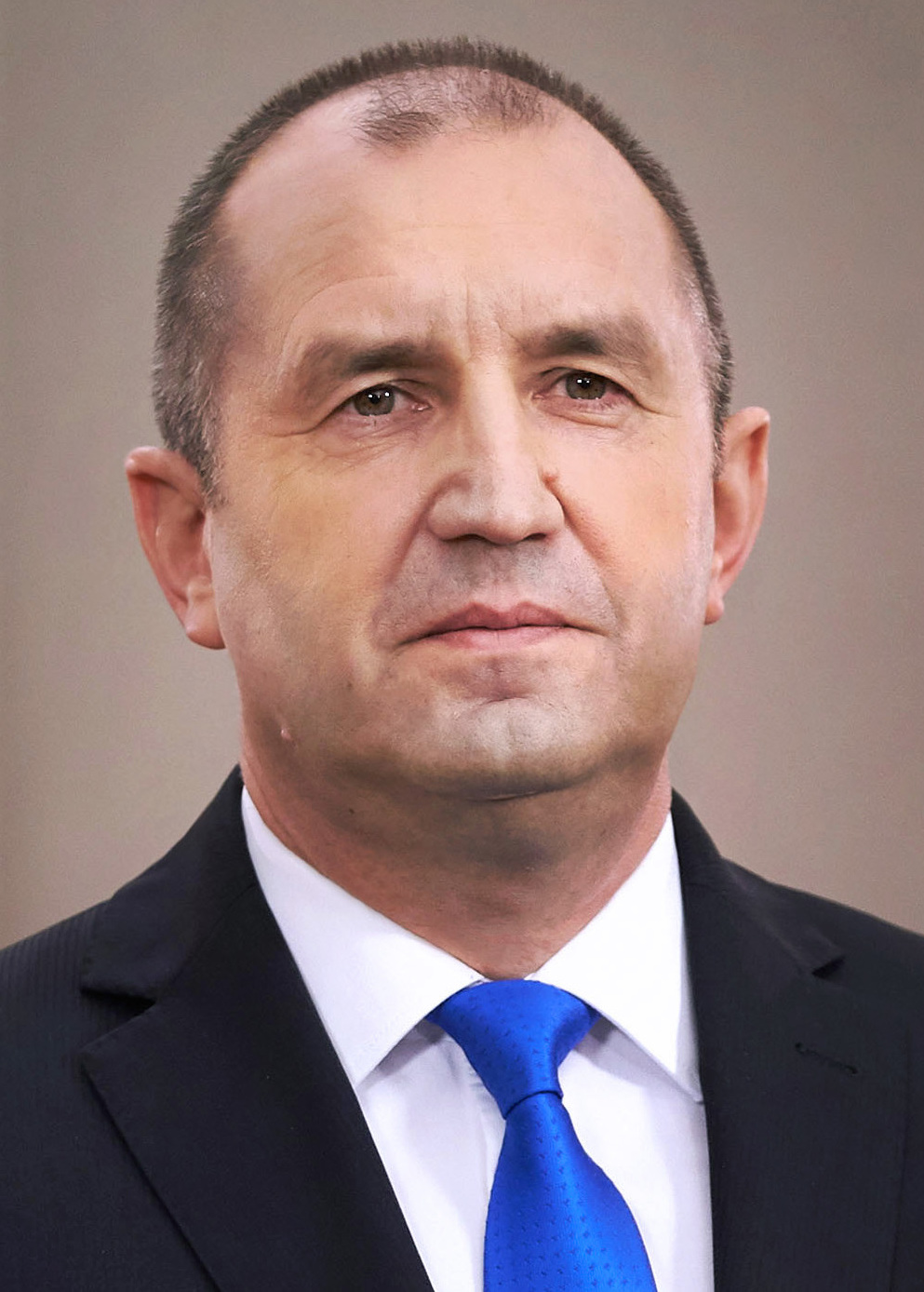
Bulgária Rumen Radev, Presidente
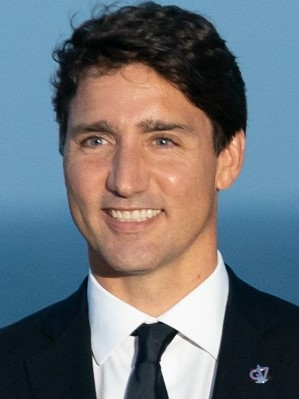
Canadá Justin Trudeau, primeiro-ministro
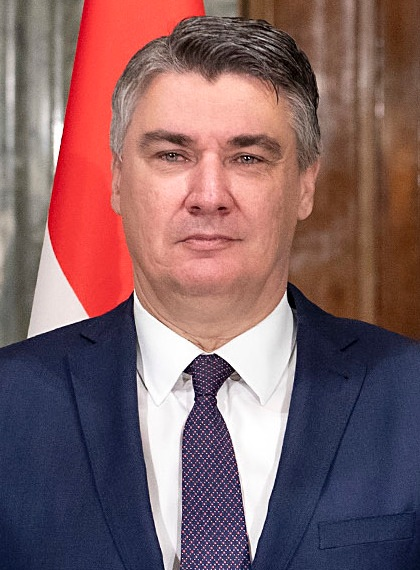
Croácia Zoran Milanović, Presidente
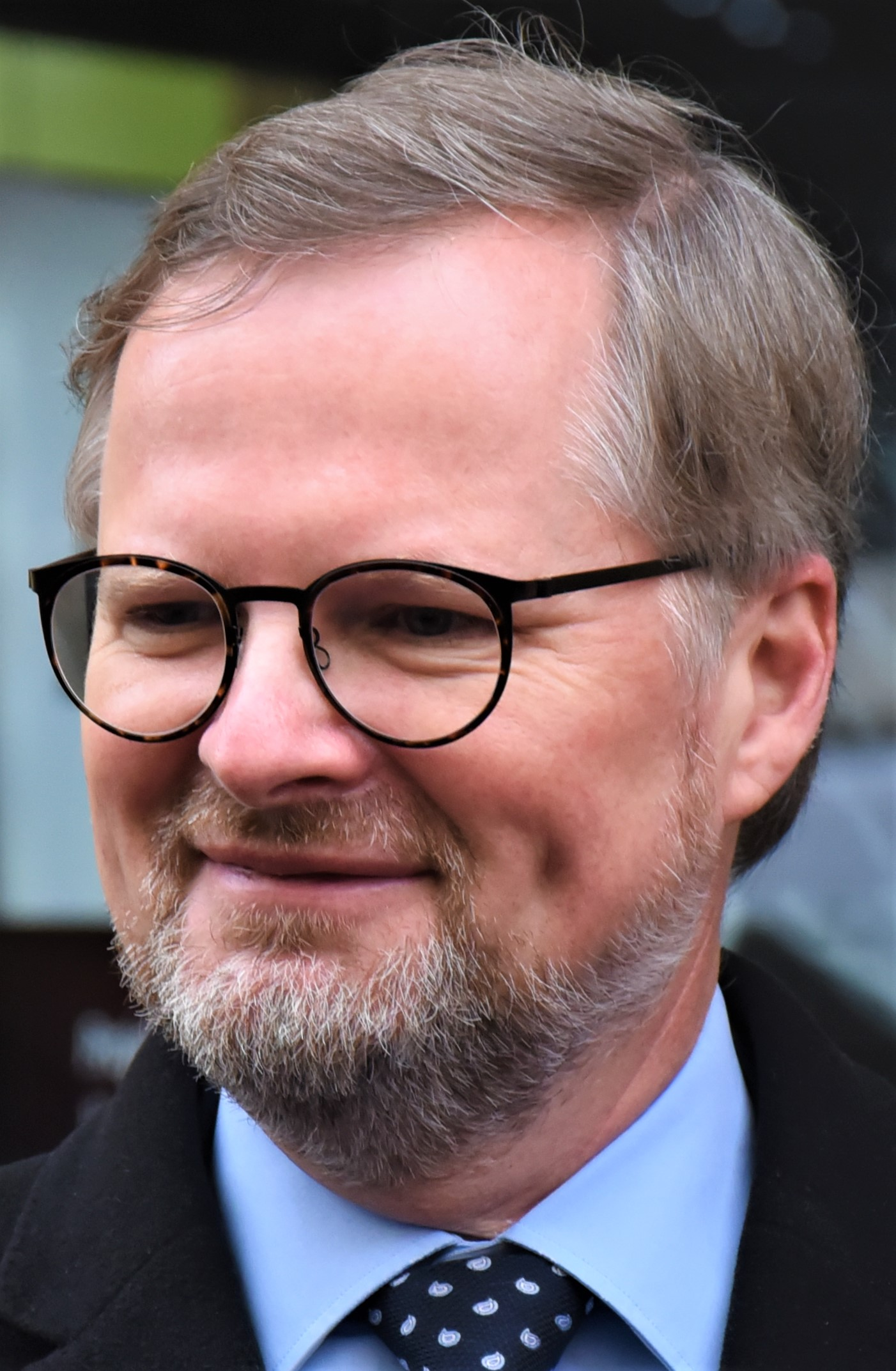
Chéquia Petr Fiala, Primeiro-ministro
Dinamarca Mette Frederiksen, Primeira-ministra
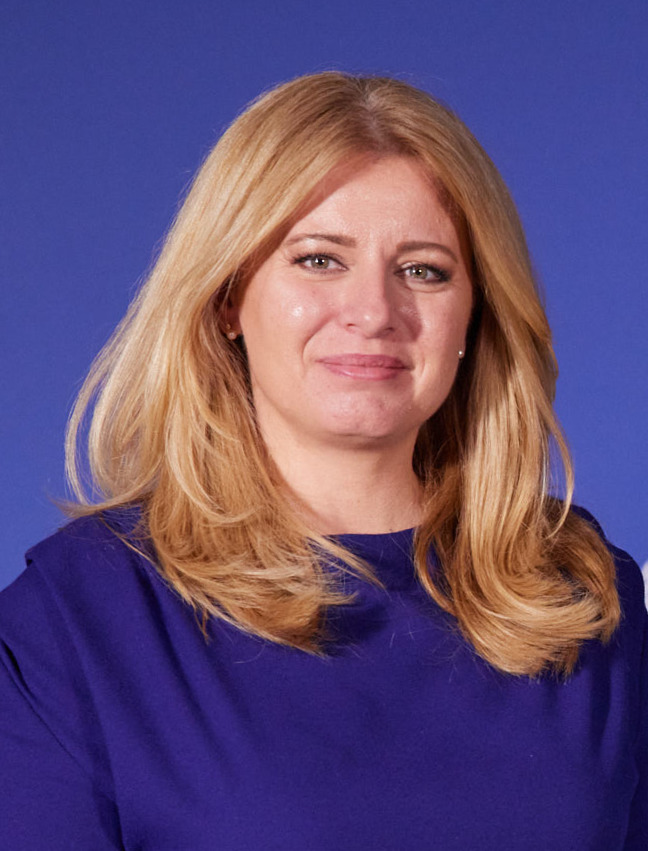
Eslováquia Zuzana Čaputová, Presidente
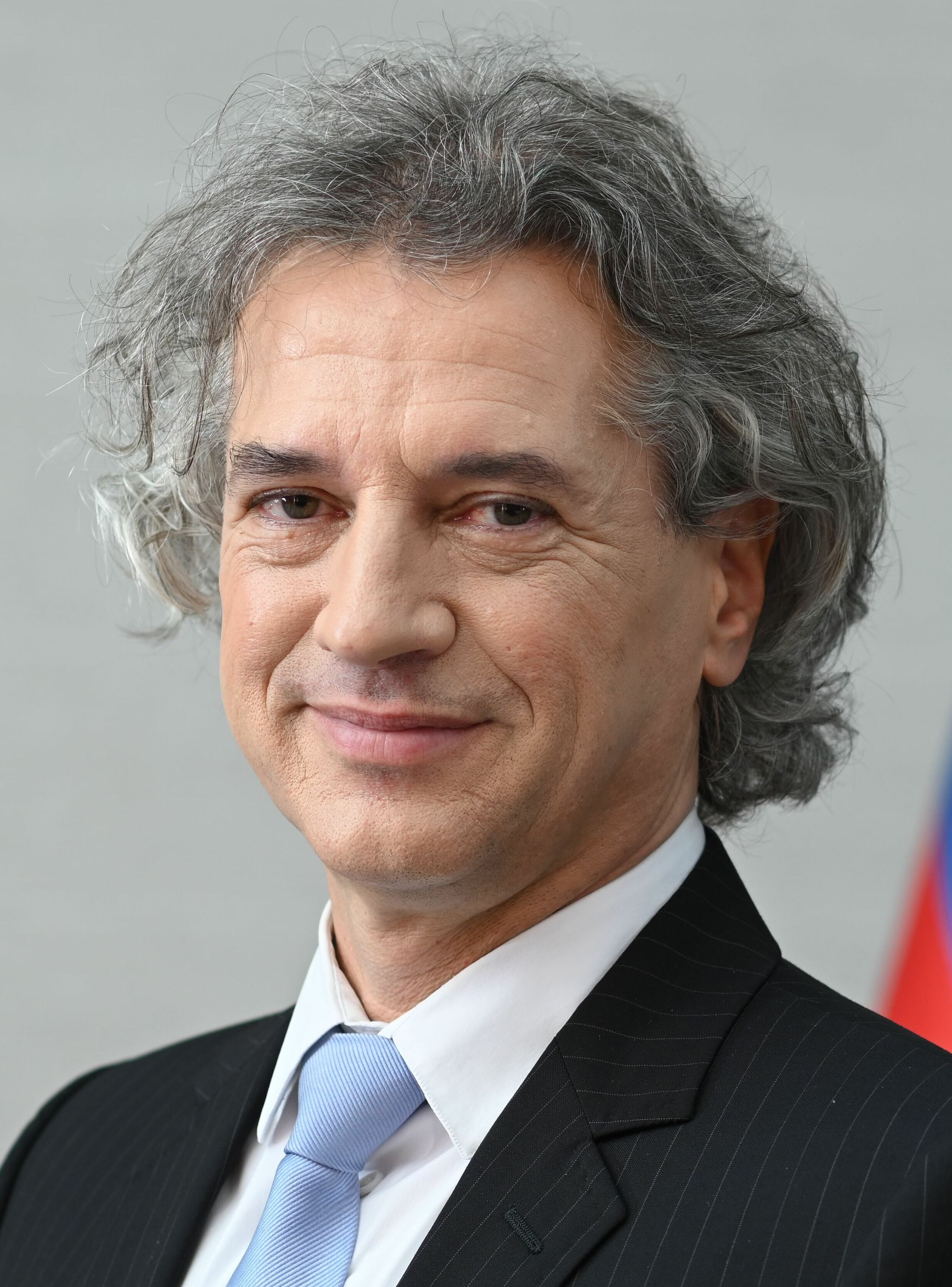
Eslovênia Robert Golob, Primeiro-ministro
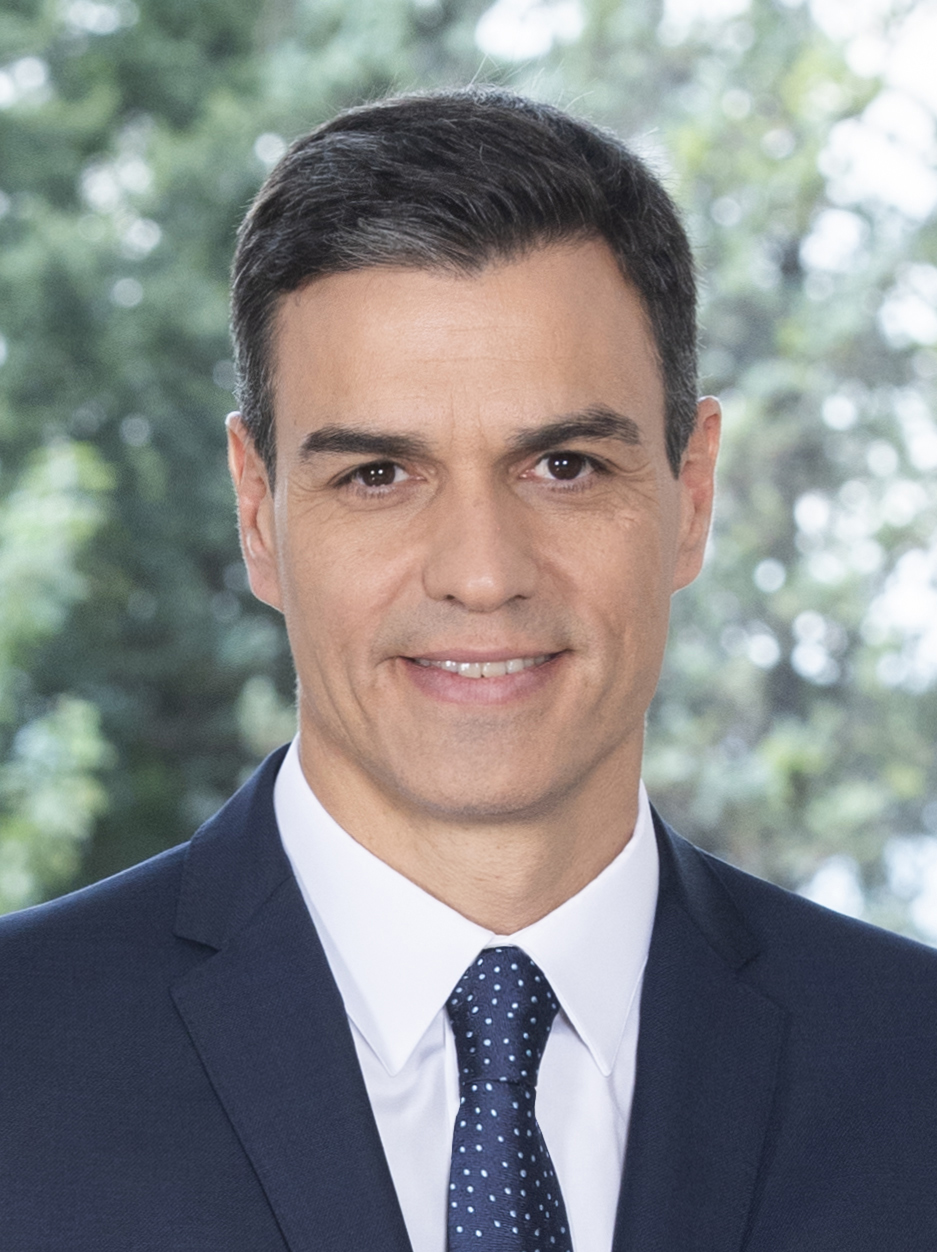
Espanha Pedro Sánchez, Presidente do Governo
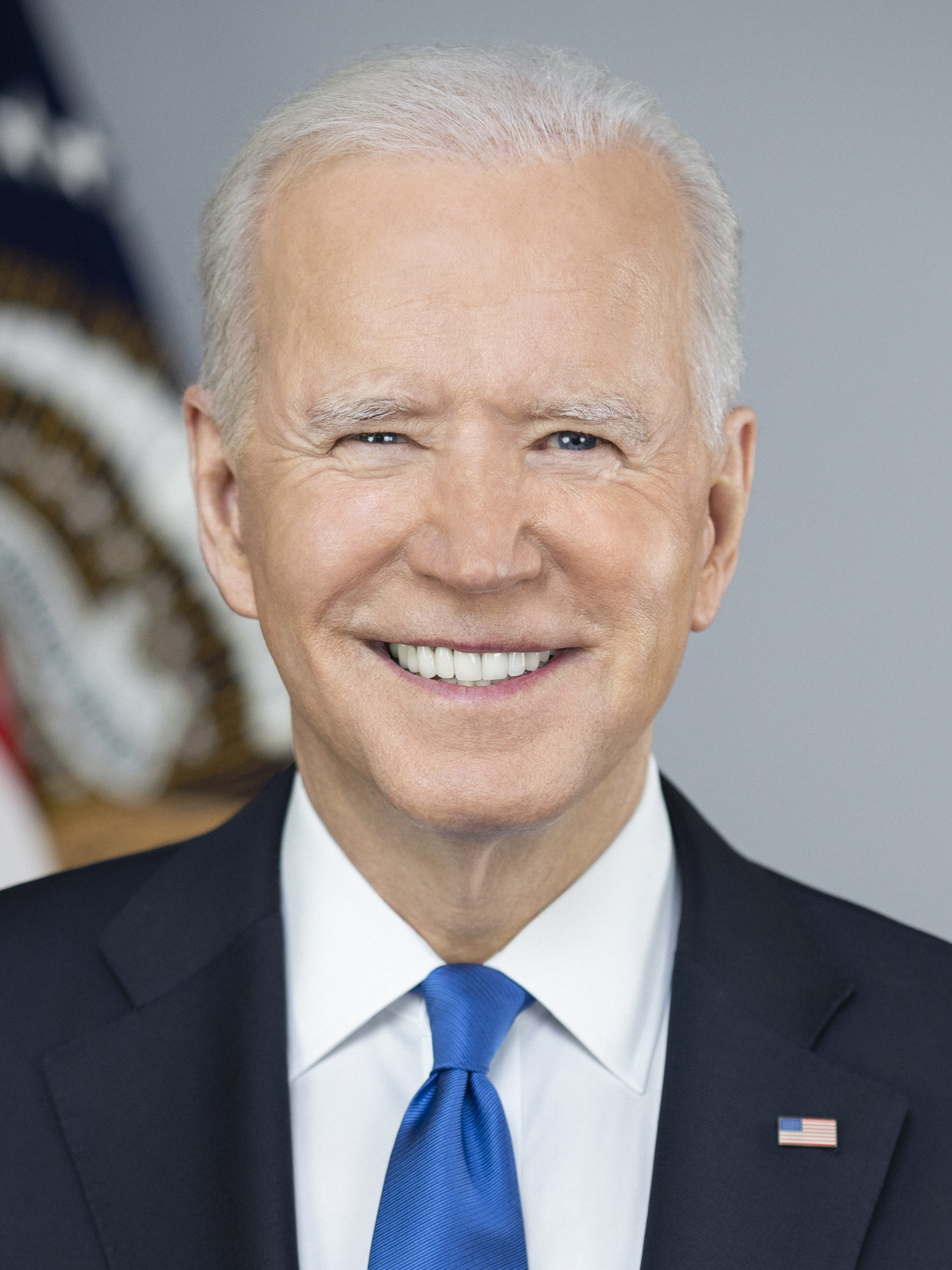
Estados Unidos Joe Biden, Presidente
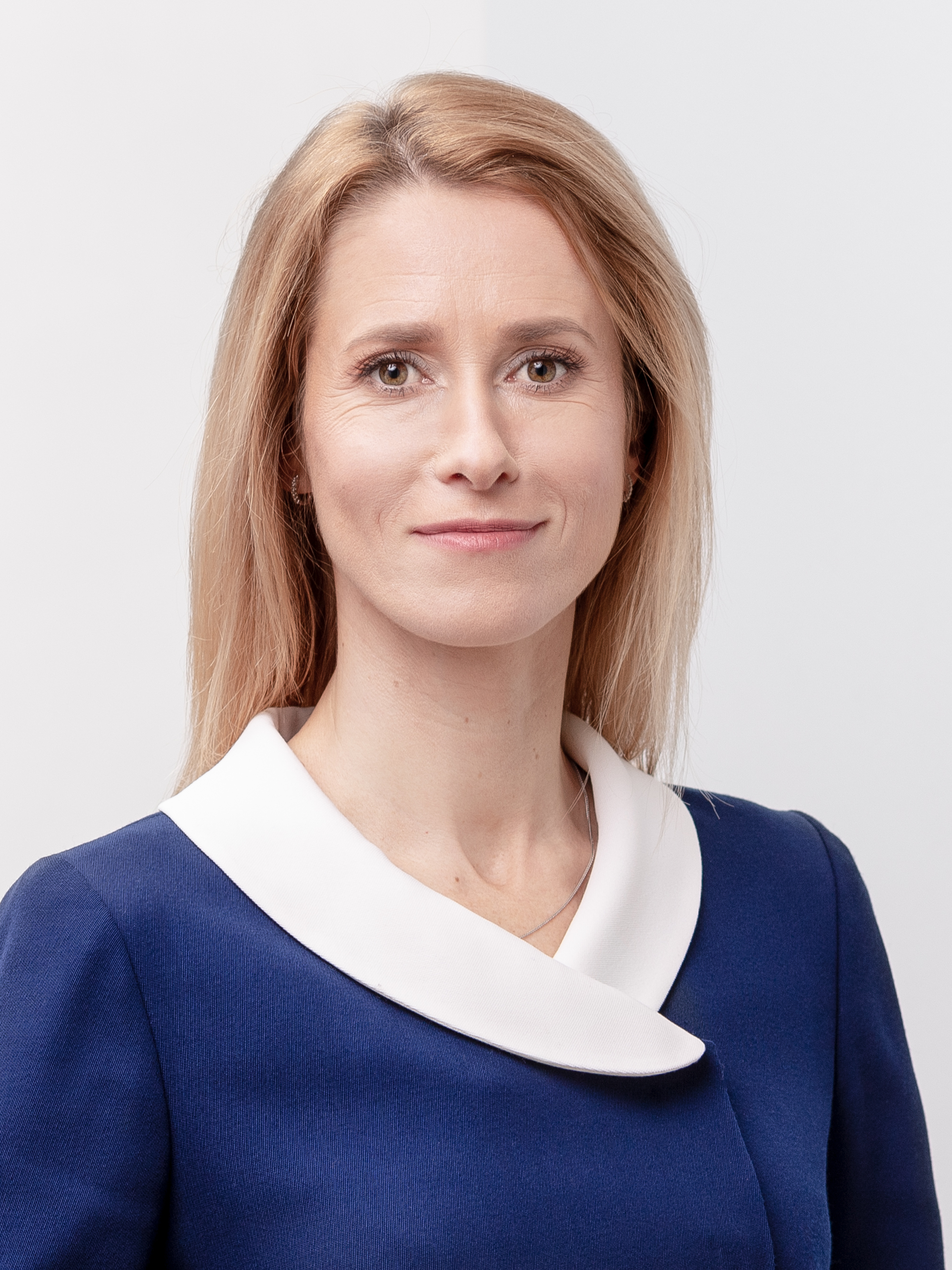
Estónia Kaja Kallas, Primeira-ministra
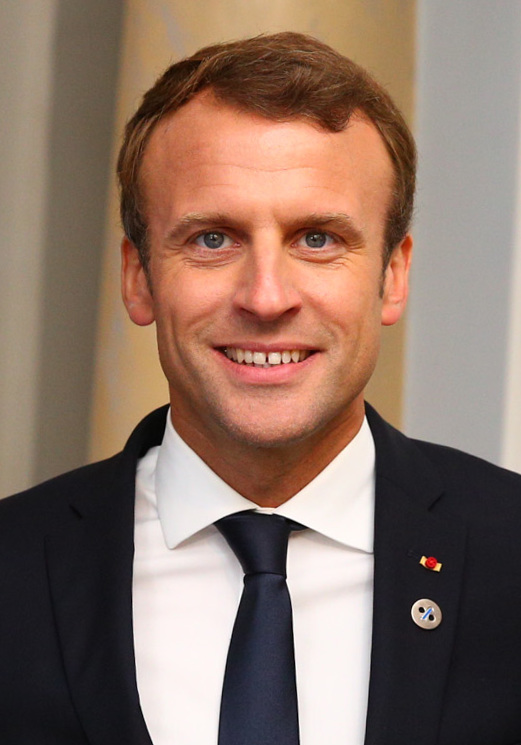
França Emmanuel Macron, presidente
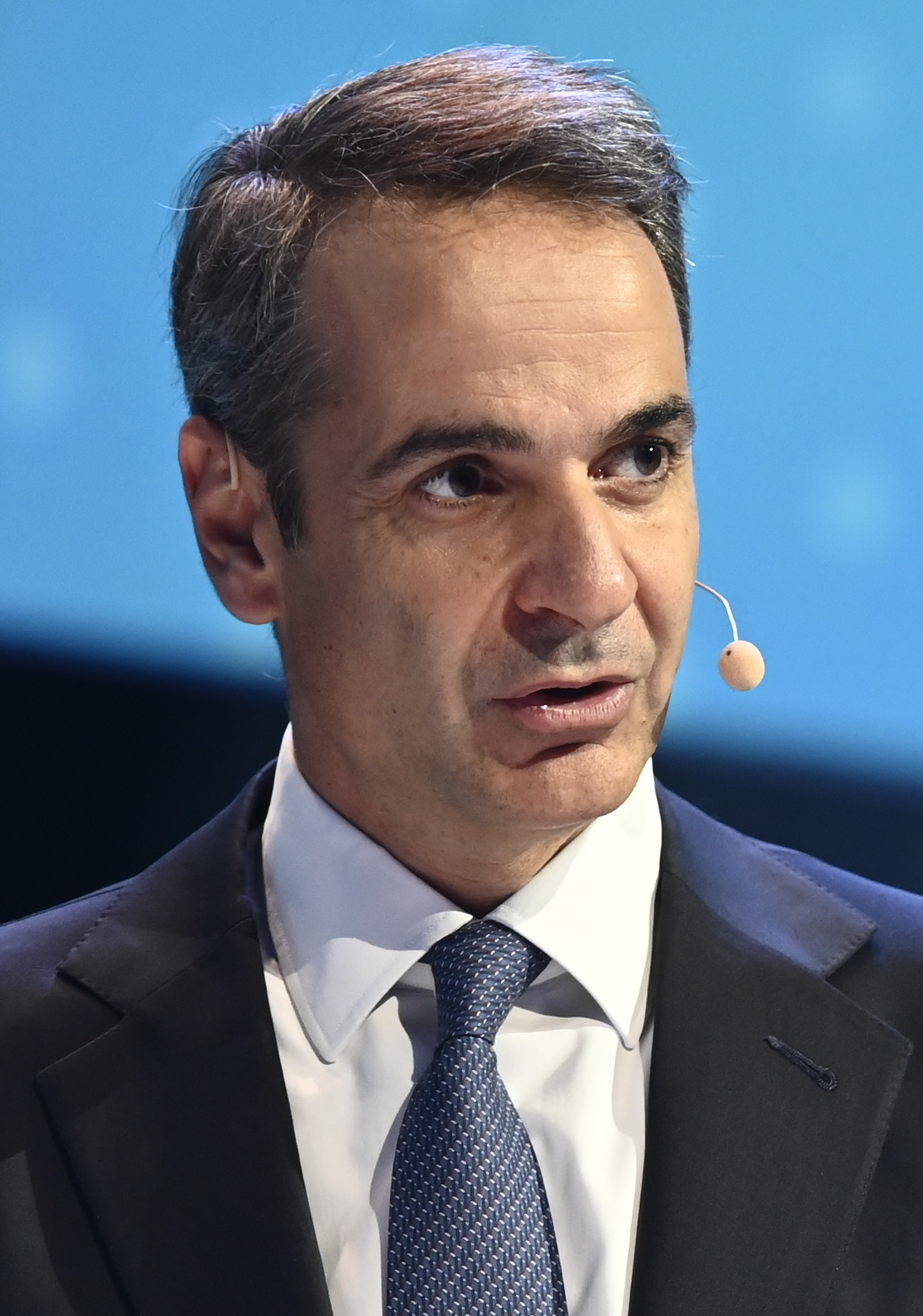
Grécia Kyriakos Mitsotakis, Primeiro-ministro
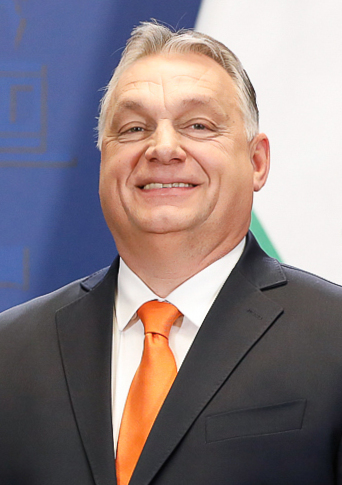
Hungria Viktor Orbán, Primeiro-ministro
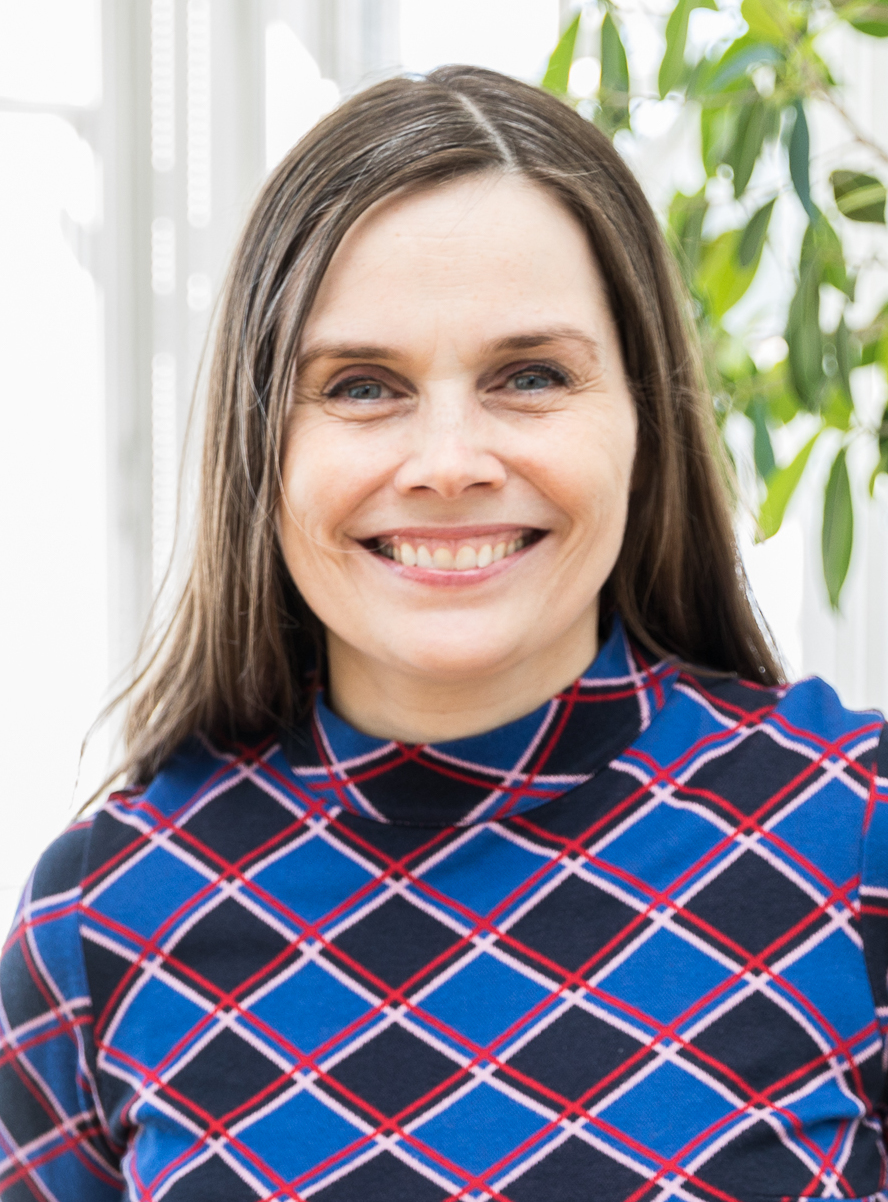
Islândia Katrín Jakobsdóttir, Primeira-ministra
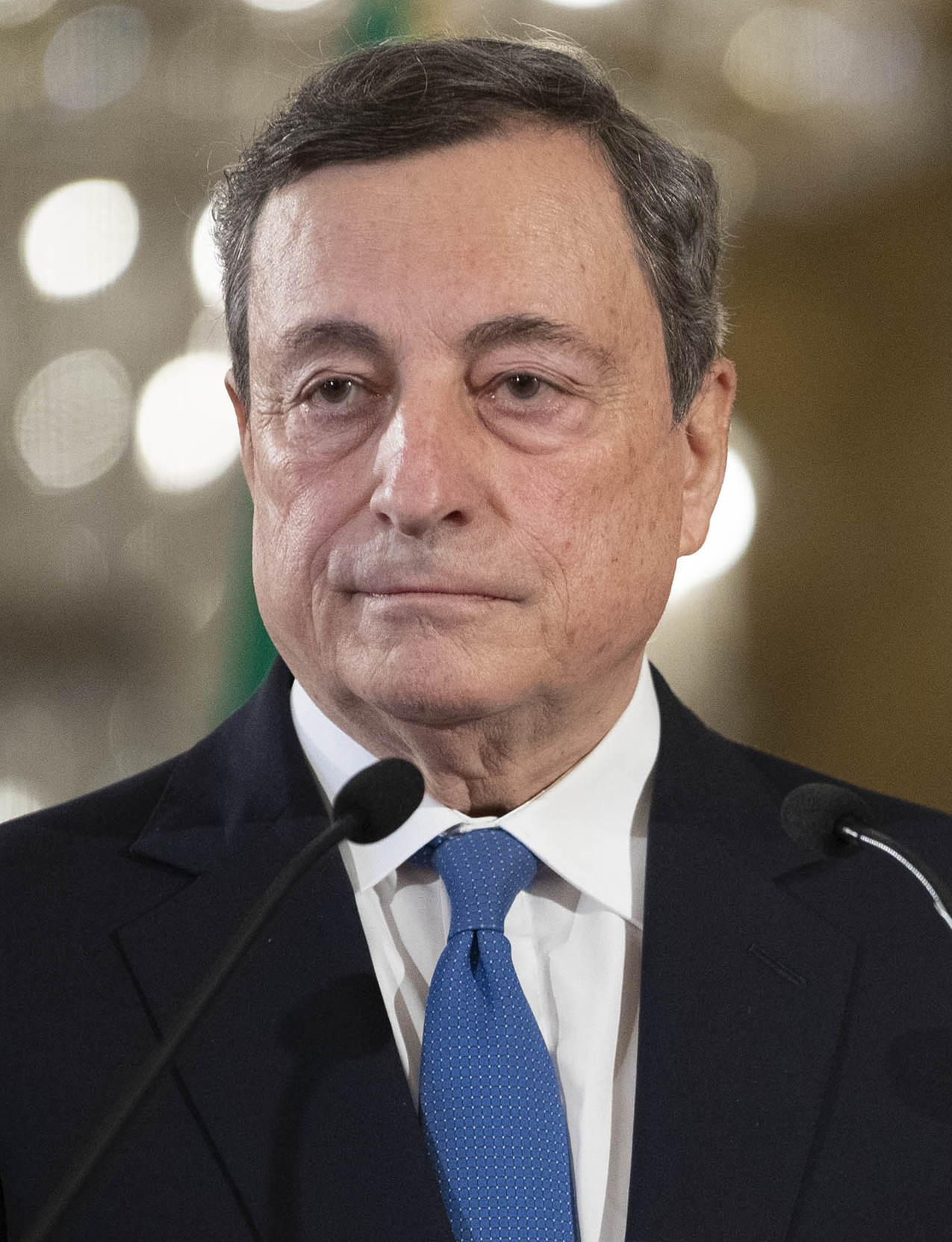
Itália Mario Draghi, Primeiro-ministro
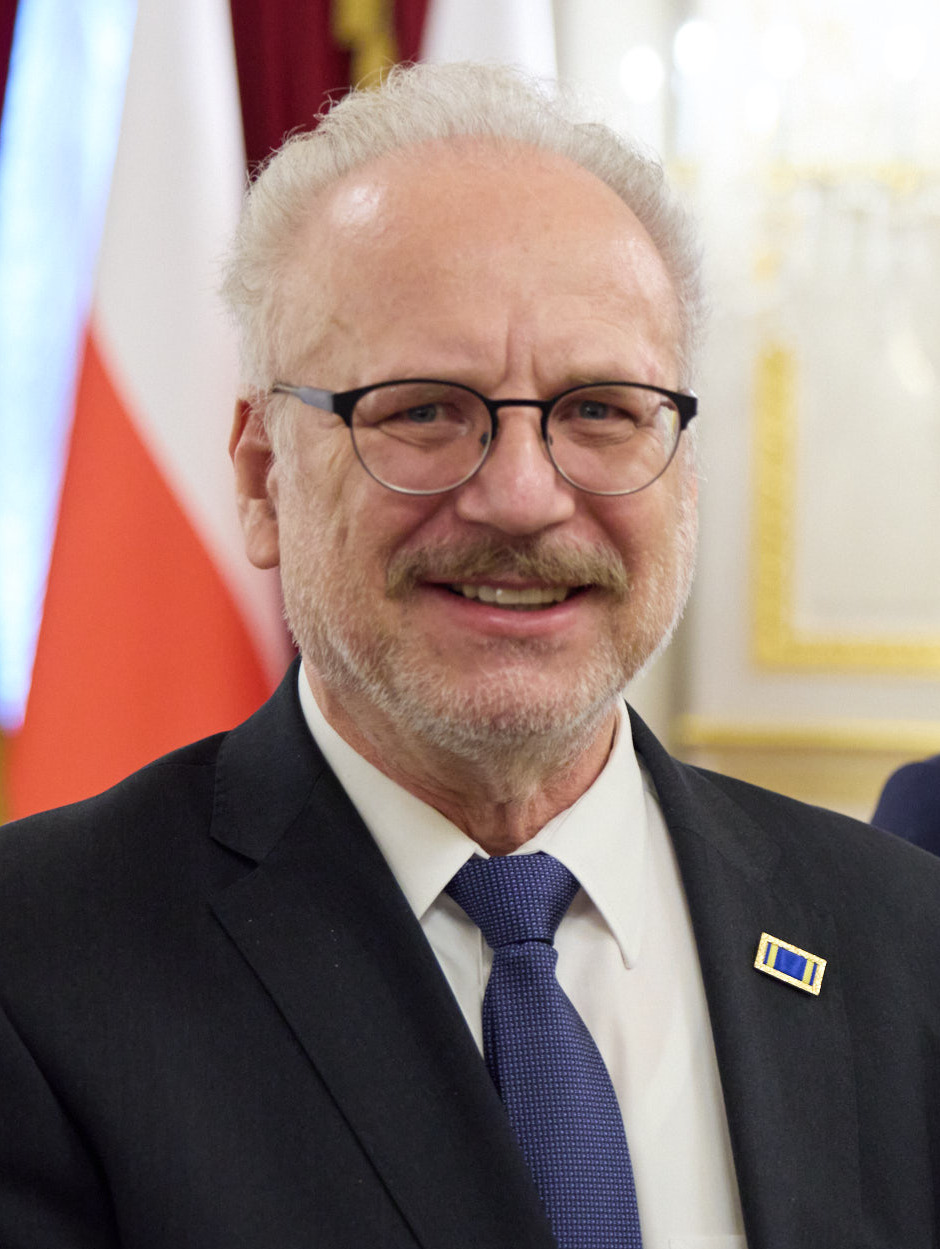
Letônia Egils Levits, Presidente
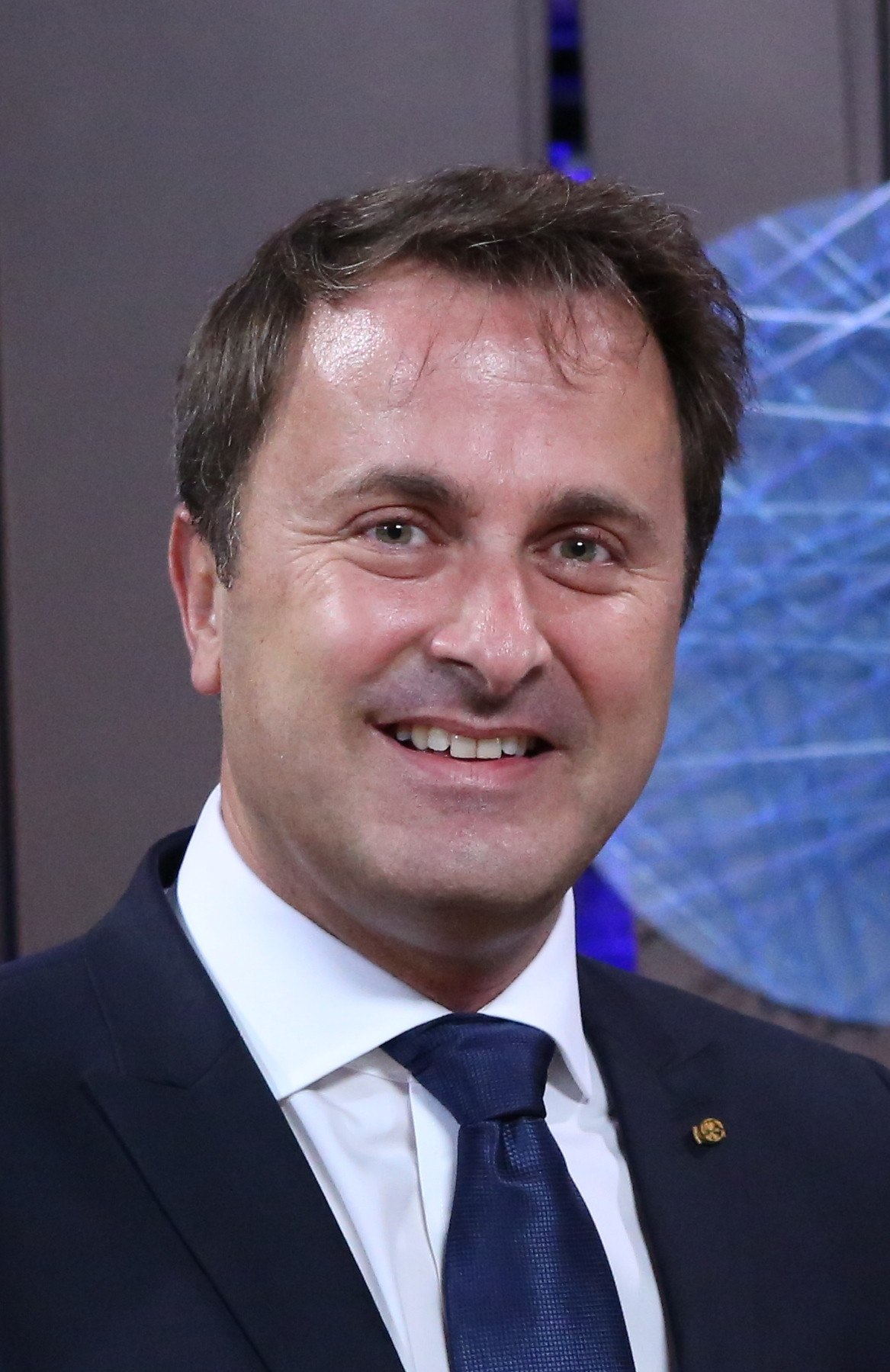
Luxemburgo Xavier Bettel, Primeiro-ministro
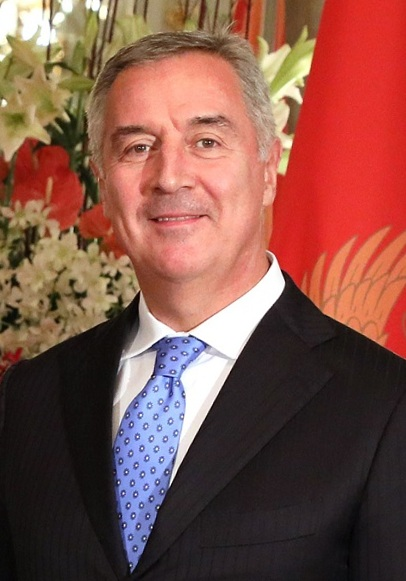
Montenegro Milo Đukanović, Presidente
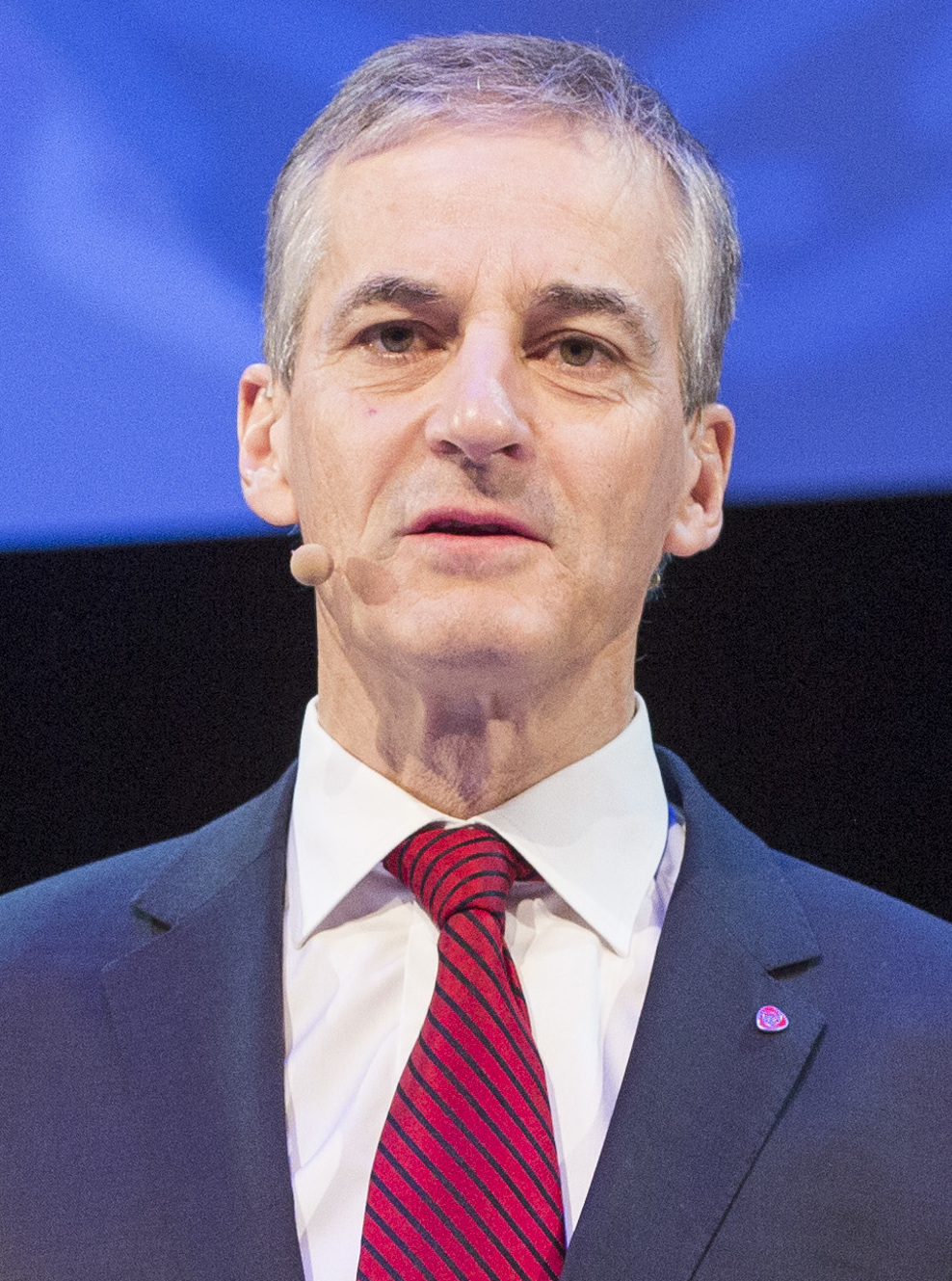
Noruega Jonas Gahr Støre, Primeiro-ministro
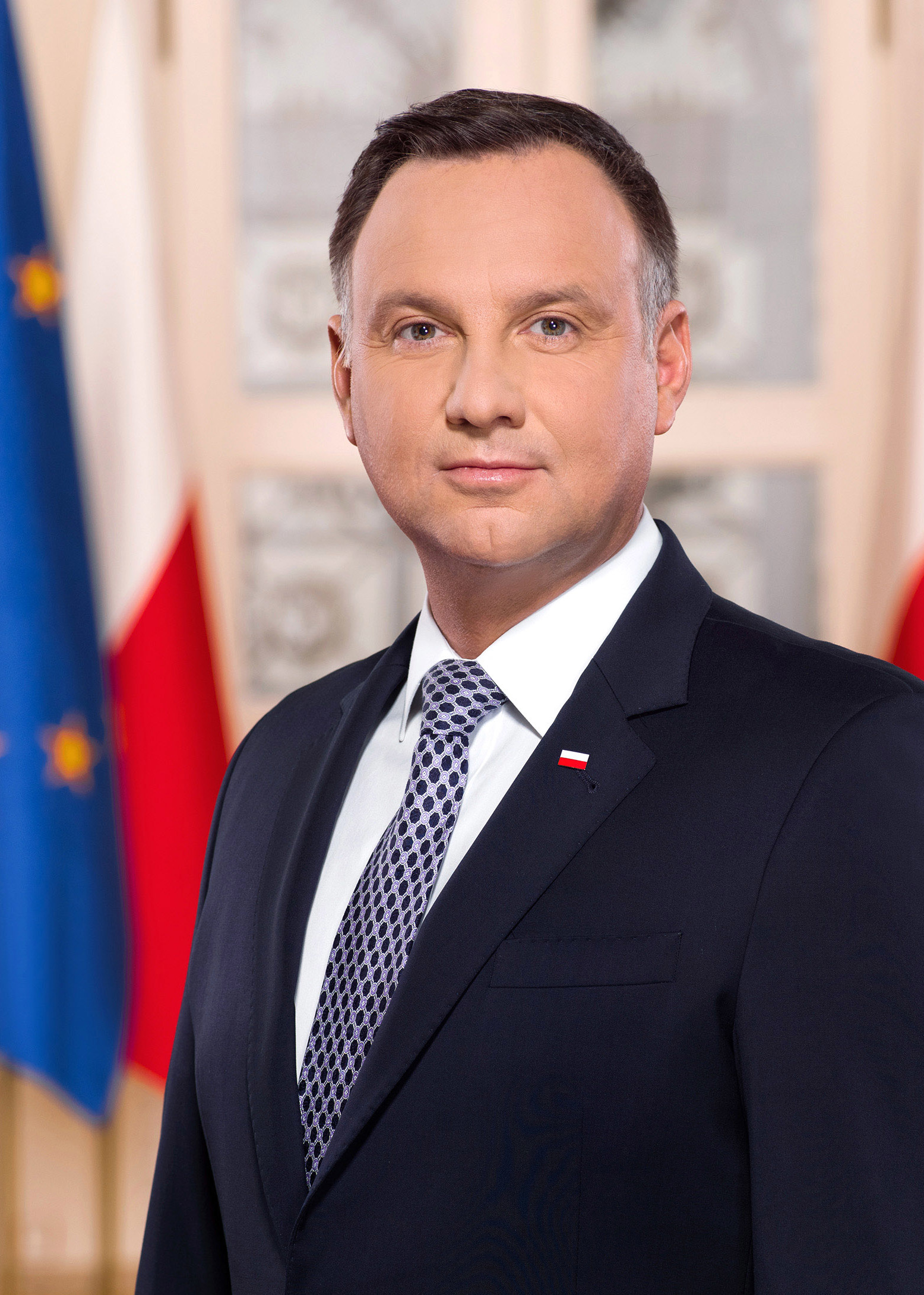
Polónia Andrzej Duda, Presidente
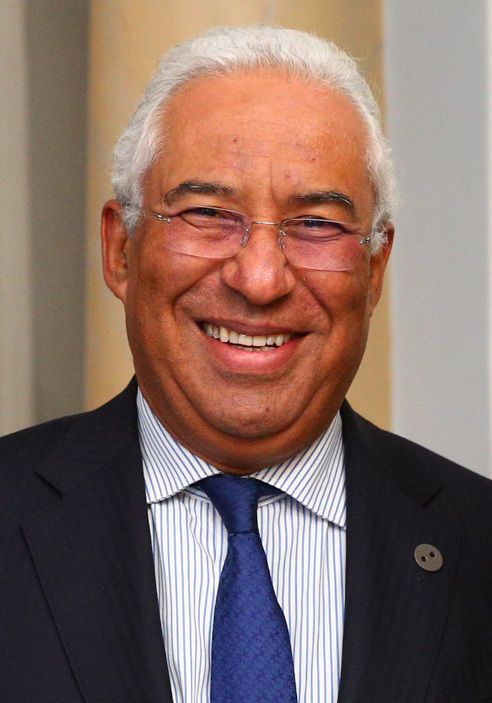
Portugal António Costa, Primeiro-ministro
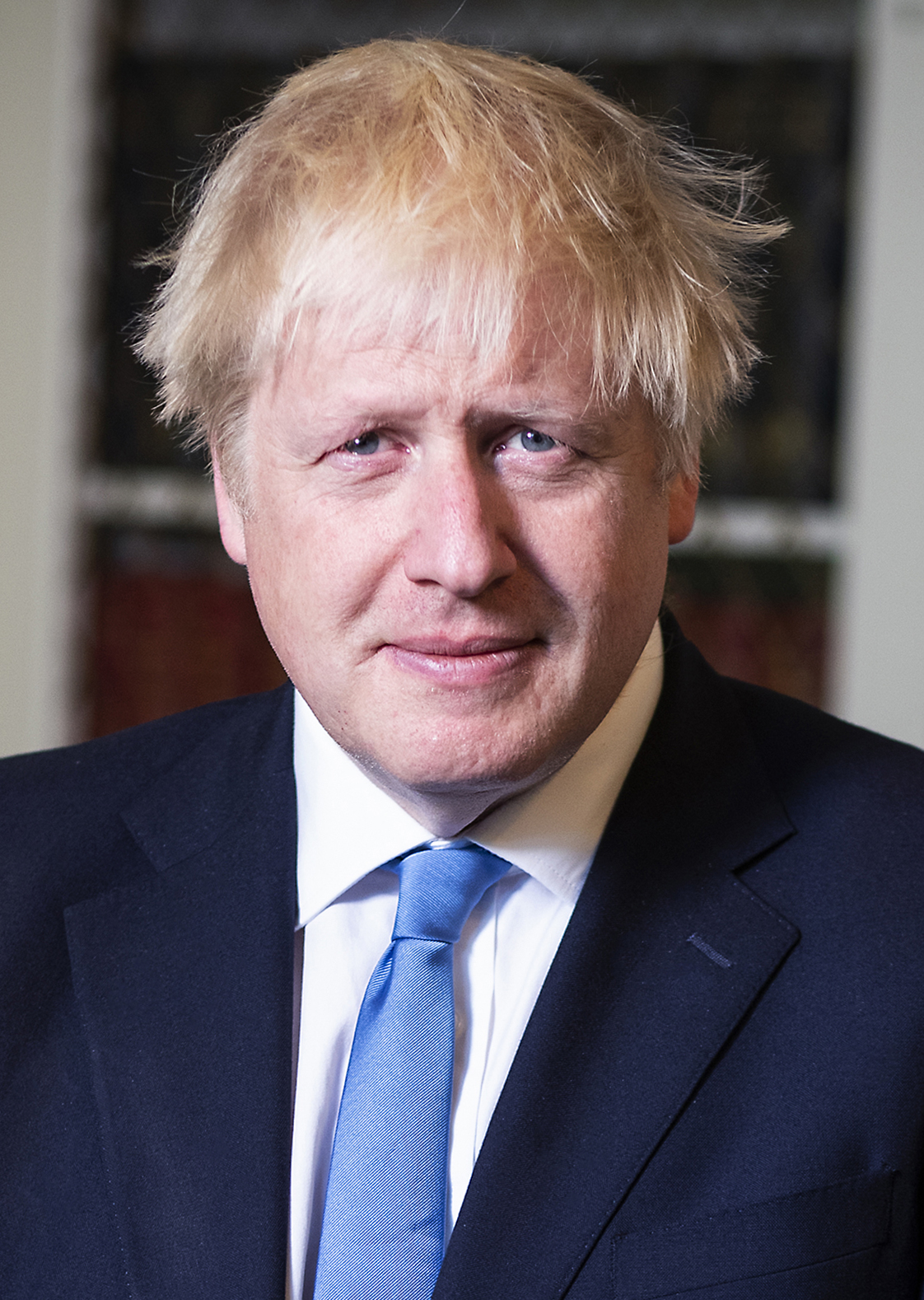
Reino Unido Boris Johnson, Primeiro-ministro
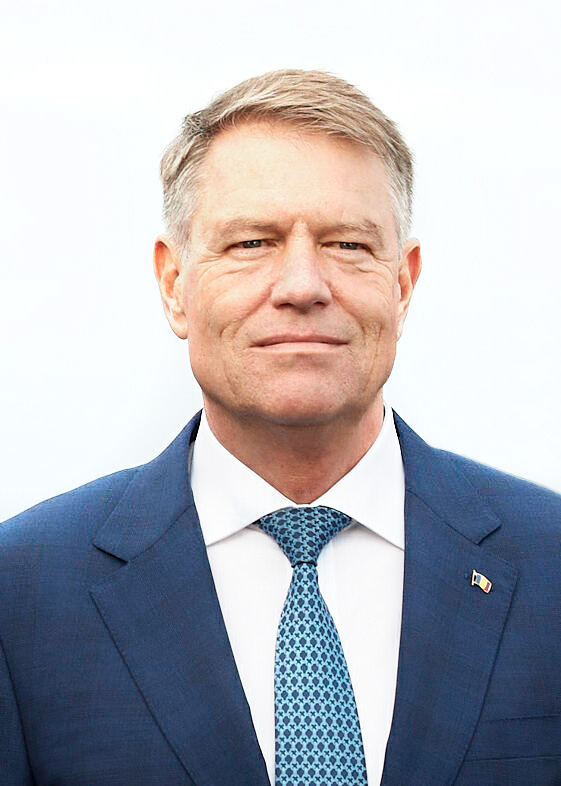
Roménia Klaus Iohannis, Presidente
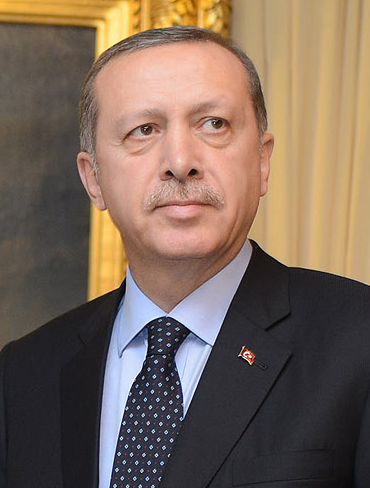
Turquia Recep Tayyip Erdoğan, Presidente

### Convidados

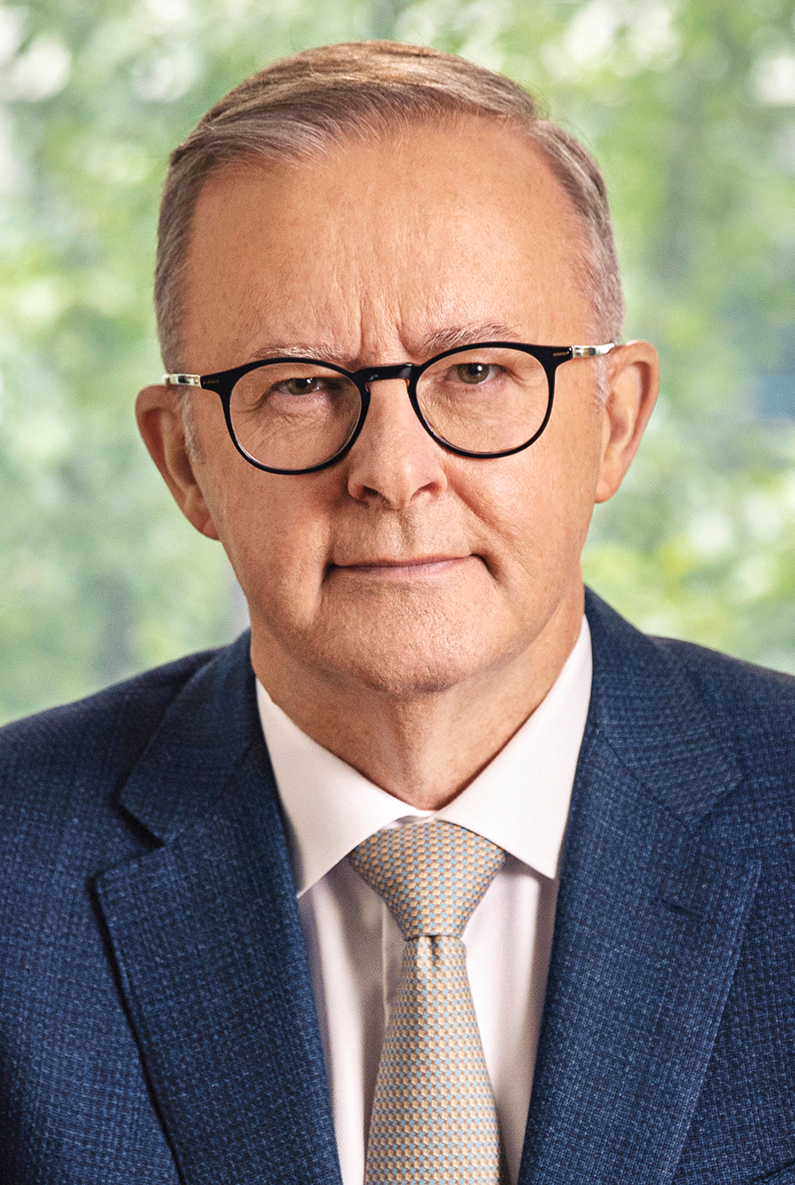
AUS Anthony Albanese, Primeiro-ministro
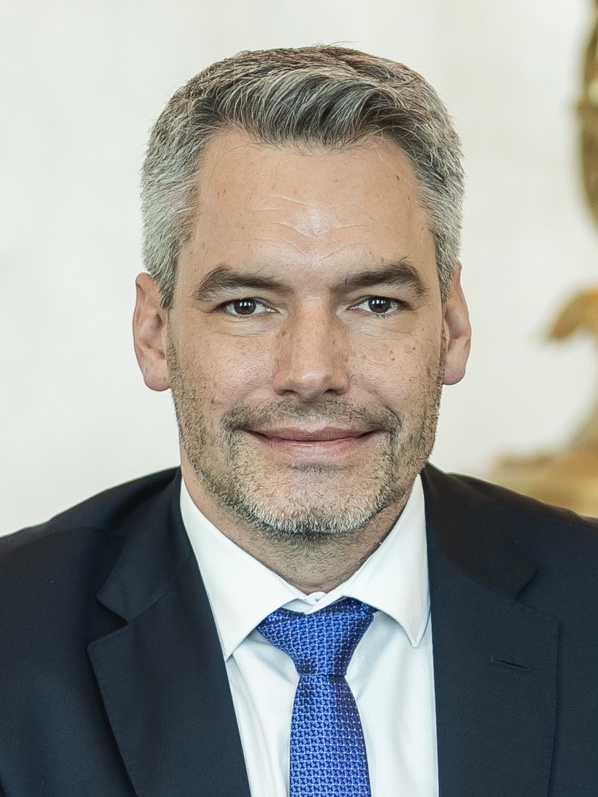
AUT Karl Nehammer, Chanceler
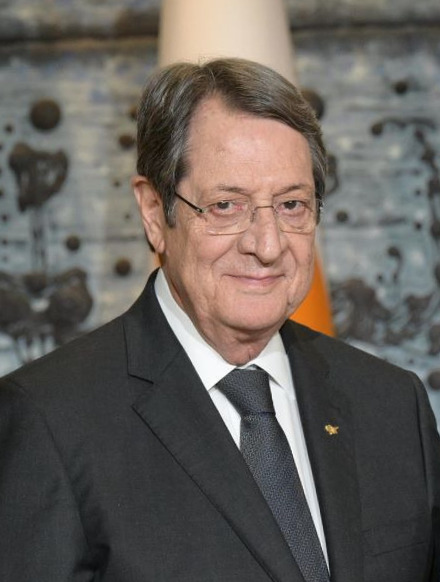
CYP Nicos Anastasiades, Presidente
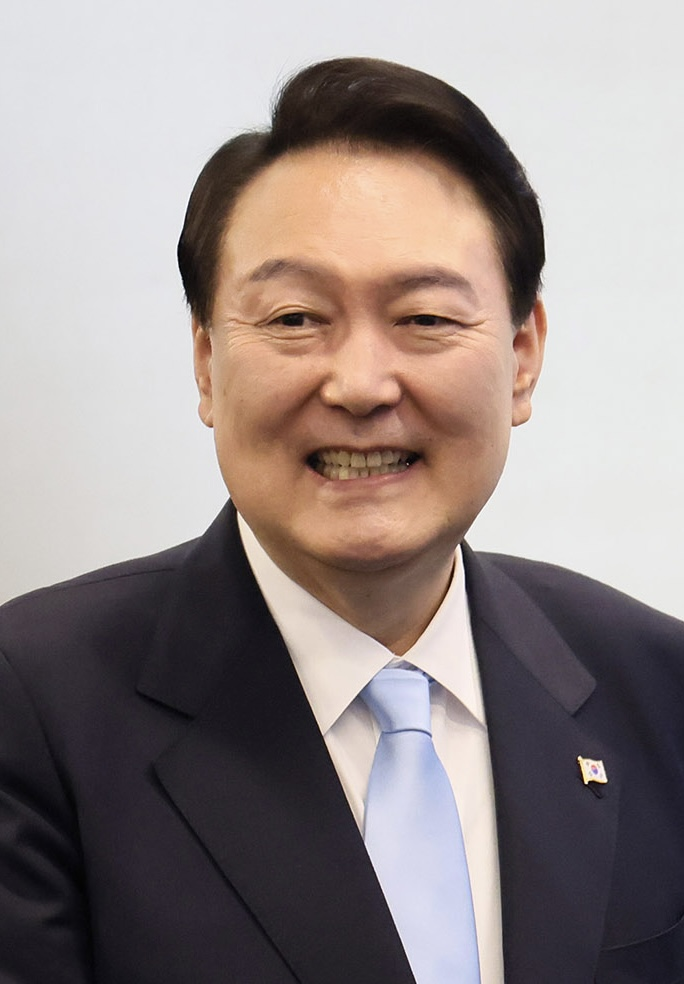
KOR Yoon Suk-yeol, Presidente
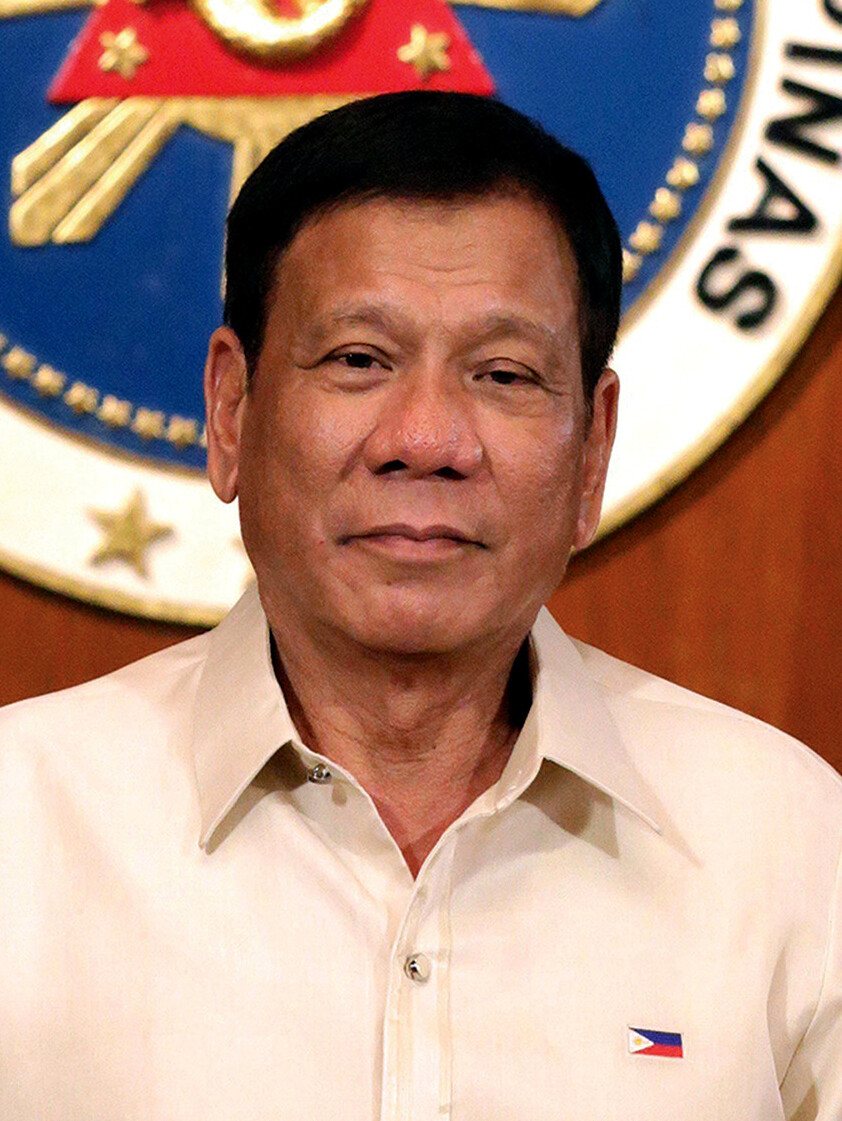
PHI Rodrigo Duterte, Presidente
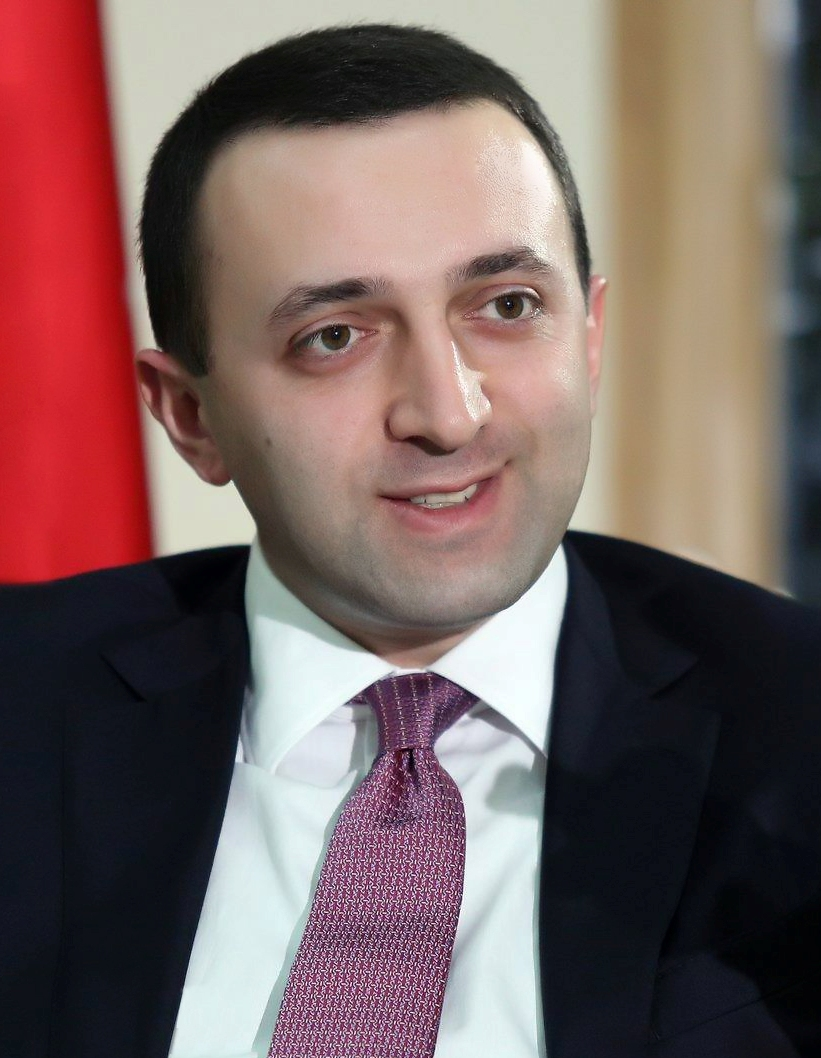
GEO Irakli Garibashvili, Primeiro-ministro
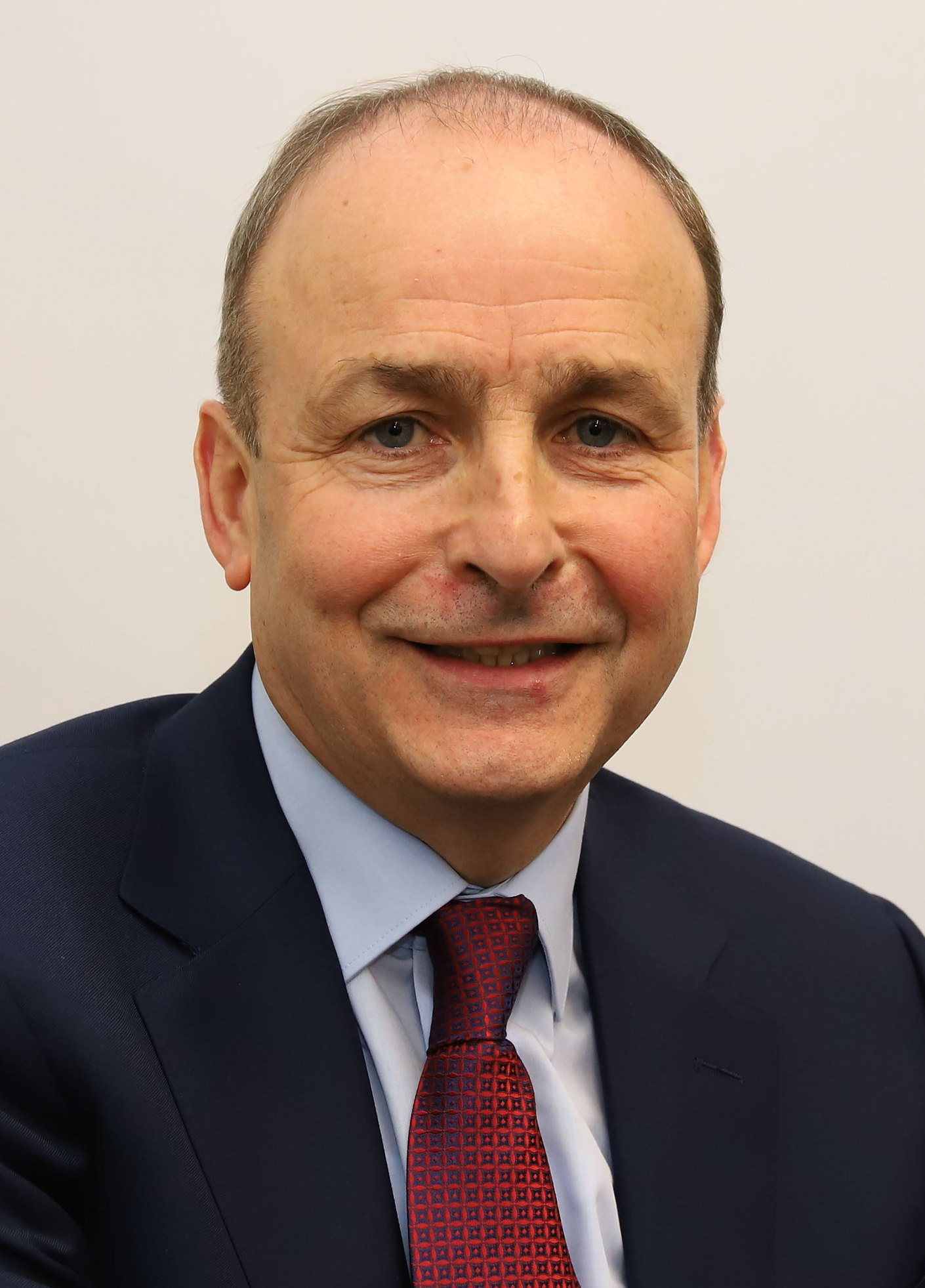
IRL Micheál Martin, Taoiseach
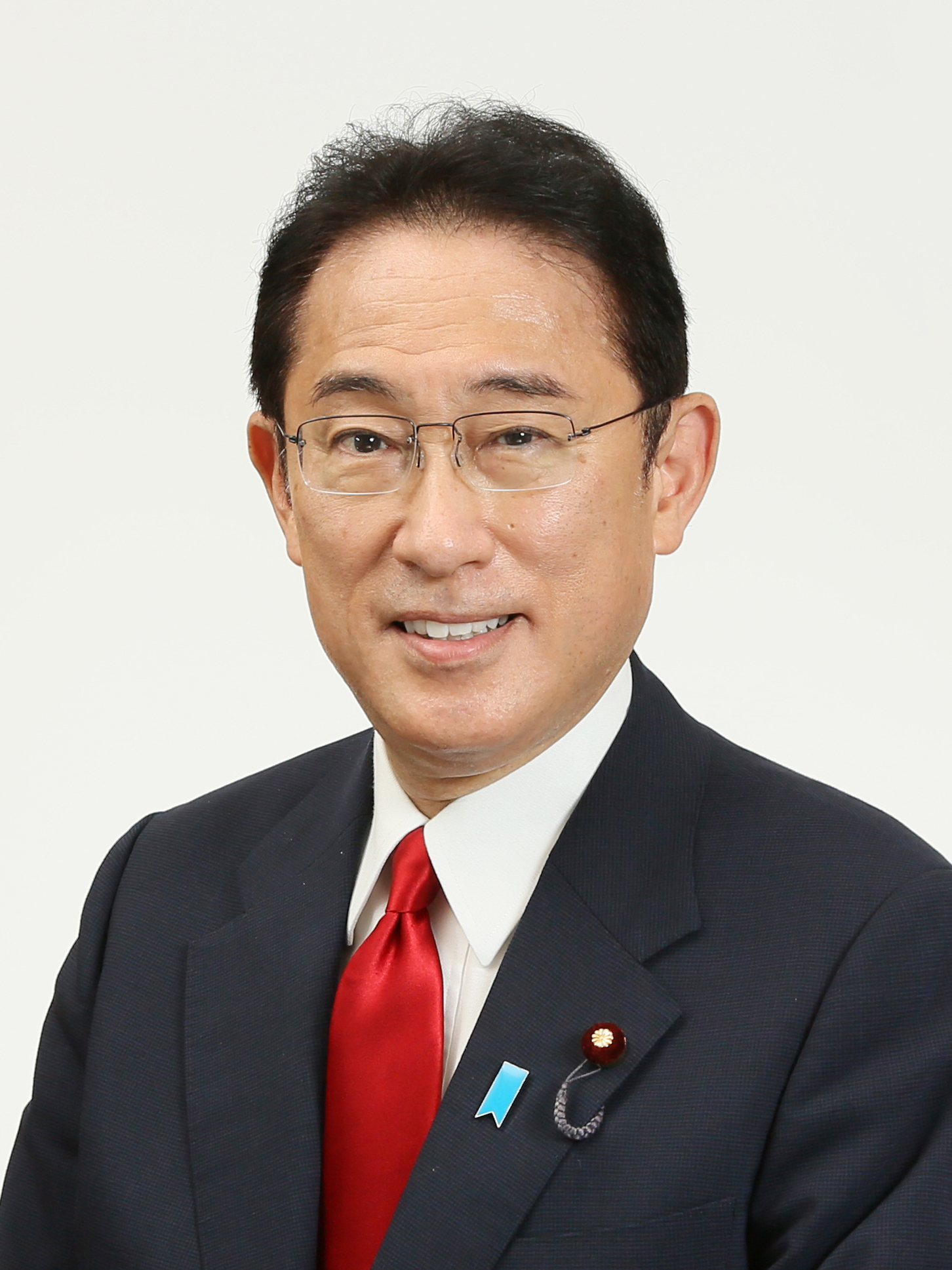
JPN Fumio Kishida, primeiro-ministro
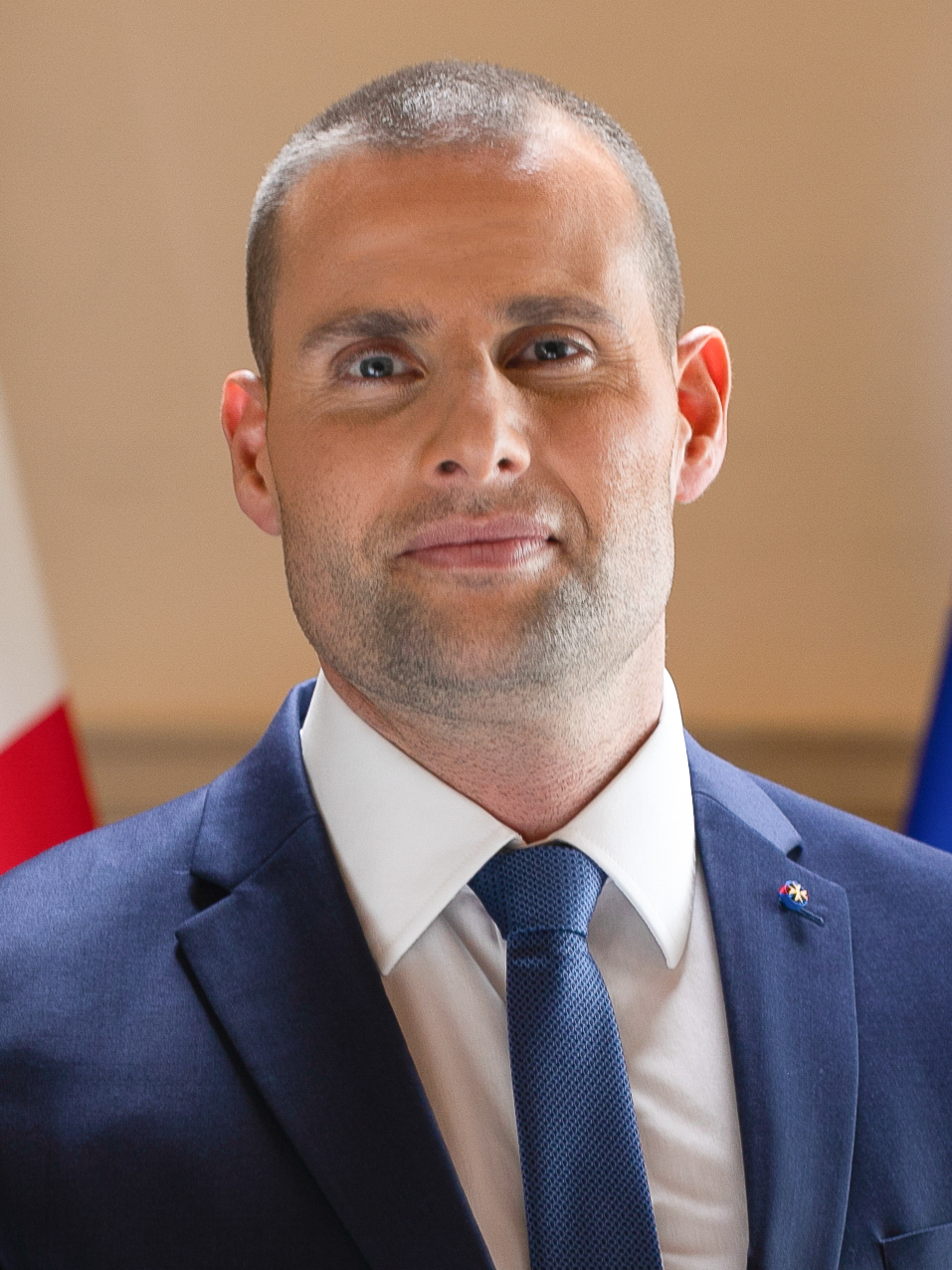
MLT Robert Abela, Primeiro-ministro
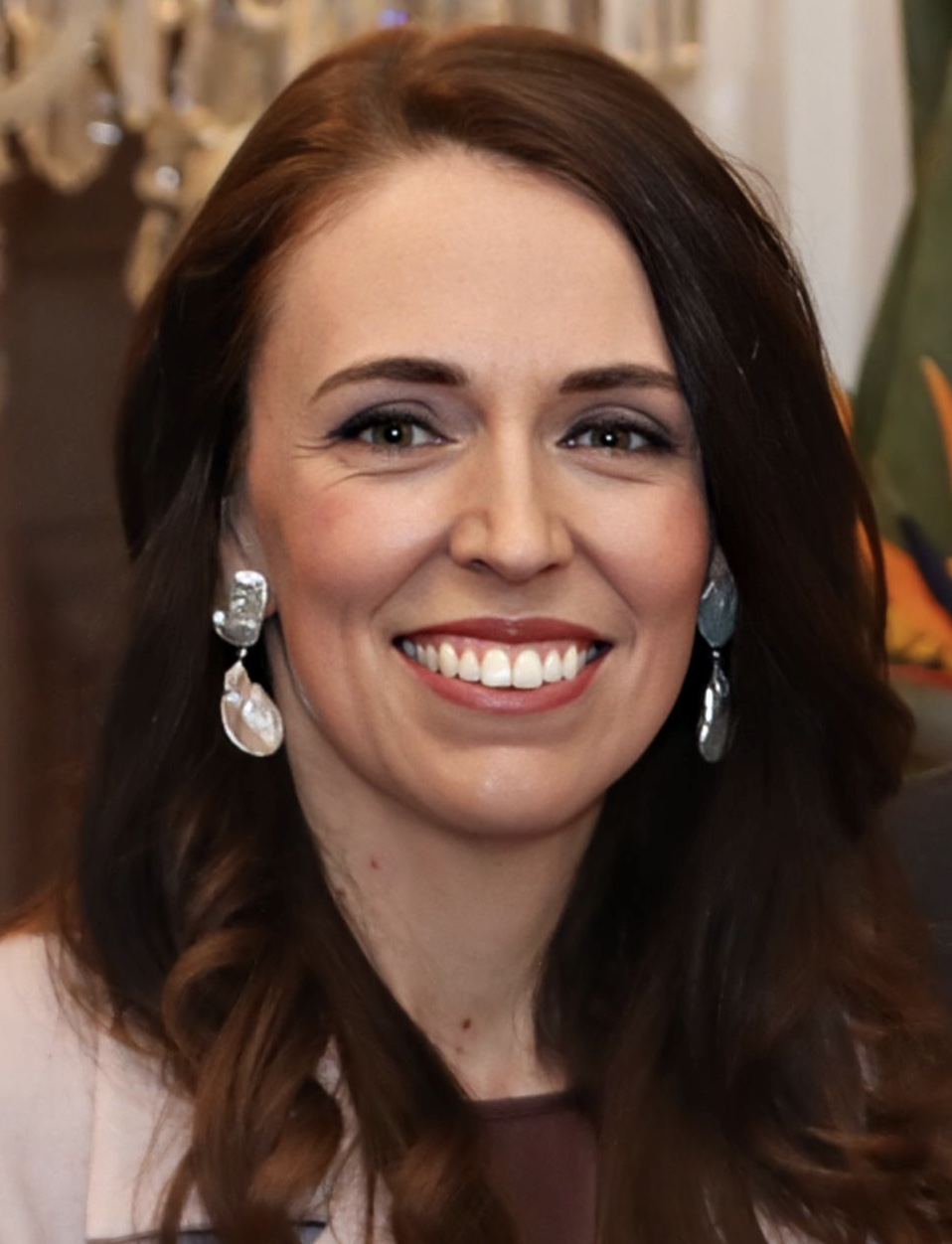
NZL Jacinda Ardern, Primeira-ministra
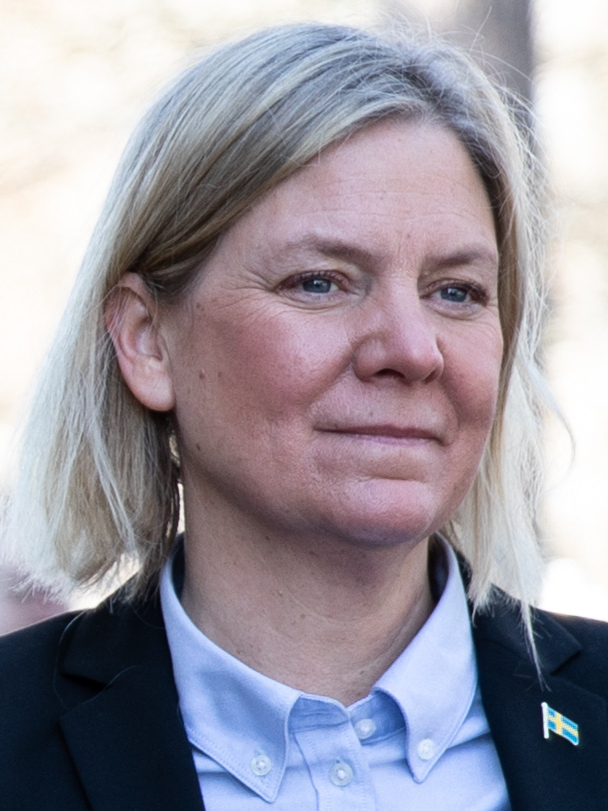
SWE Magdalena Andersson, Primeira-ministra
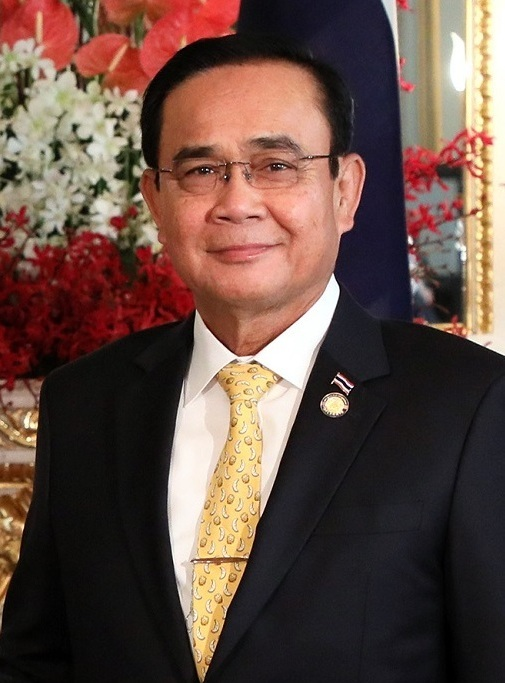
THA Prayut Chan-o-cha, Primeiro-ministro
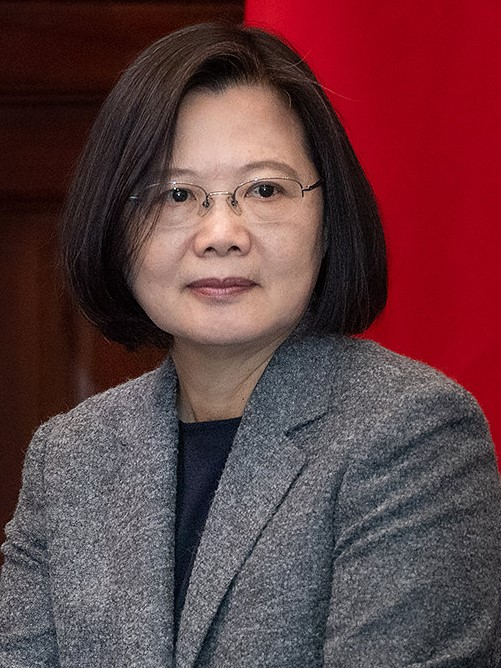
TWN Tsai Ing-wen, Presidente
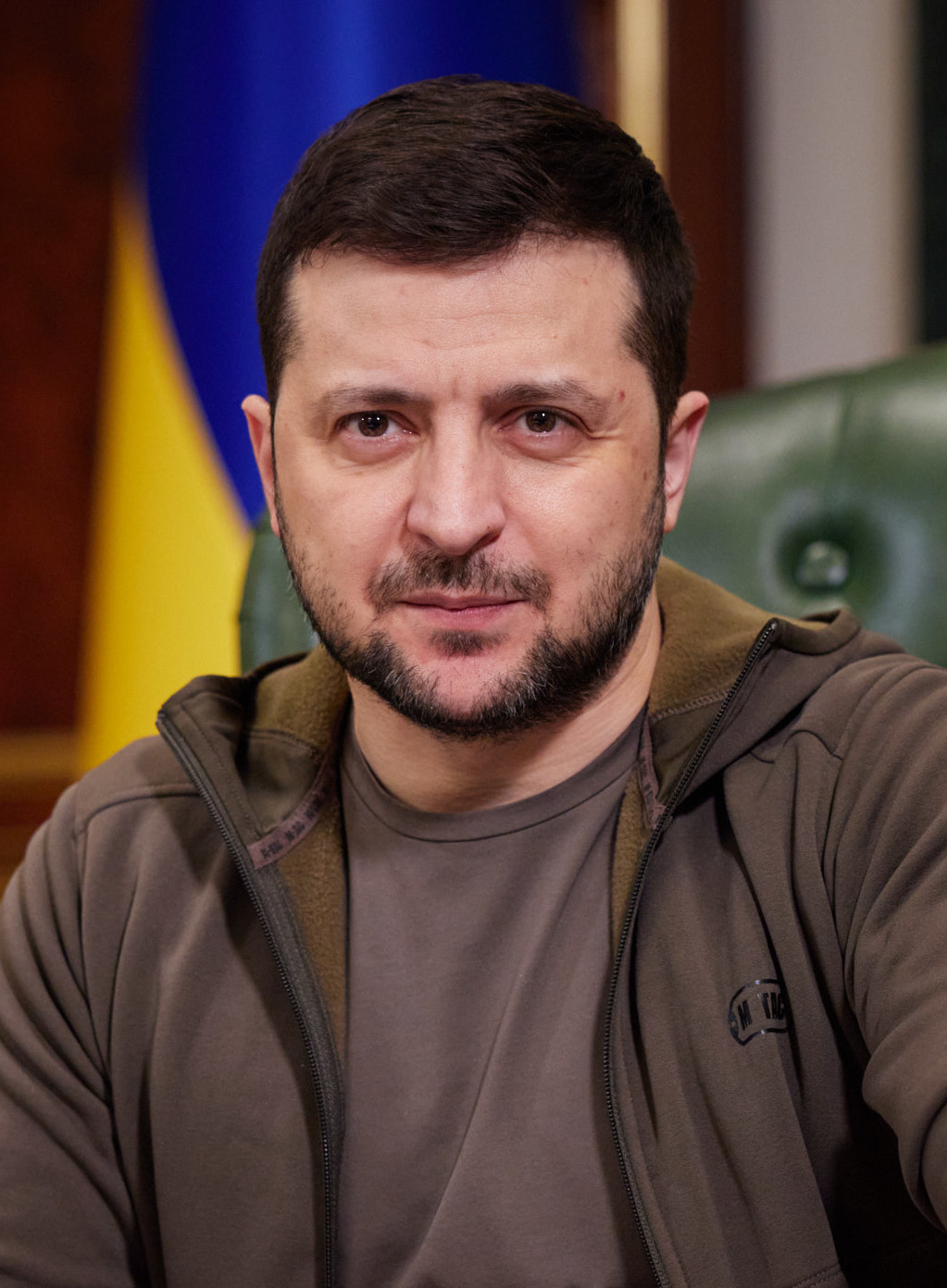
UKR Volodymyr Zelenskyy, Presidente

- Austrália
Anthony Albanese, Primeiro-ministro
- Áustria
Karl Nehammer, Chanceler
- Chipre
Nicos Anastasiades, Presidente
- Coreia do Sul
Yoon Suk-yeol, Presidente
- Filipinas
Rodrigo Duterte, Presidente
- Geórgia
Irakli Garibashvili, Primeiro-ministro
- Irlanda
Micheál Martin, Taoiseach
- Japão
Fumio Kishida, primeiro-ministro
- Malta
Robert Abela, Primeiro-ministro
- Nova Zelândia
Jacinda Ardern, Primeira-ministra
- Suécia
Magdalena Andersson, Primeira-ministra
- Tailândia
Prayut Chan-o-cha, Primeiro-ministro
- Taiwan
Tsai Ing-wen, Presidente
- Ucrânia
Volodymyr Zelenskyy, Presidente